# 1944
Het jaar 1944 is een jaartal volgens de christelijke jaartelling.

## Gebeurtenissen
januari
- 5 - Russische legereenheden van het 1e Oekraïense Front onder bevel van generaal Nikolaj Vatoetin overschrijden de voormalige Poolse grens en veroveren de stad Berdytsjiv.
- 11 - Galeazzo Ciano en maarschalk Emilio De Bono, leiders van het fascistische bewind in Italië, worden wegens hoogverraad terechtgesteld na een schijnproces in Verona.
- 14 - Belegering van Leningrad: Russische legereenheden van het Leningradfront en Volchovfront beginnen een groot tegenoffensief om de stad Leningrad te ontzetten.
- 17 - Slag om Monte Cassino: Britse eenheden steken de rivier de Garigliano over. Amerikaanse eenheden van het 5e Leger onder bevel van generaal Mark Clark, arriveren bij de Garigliano om hun aanval op de Gustav-linie te beginnen.
- 22 - Operatie Shingle: Amerikaanse en Britse legereenheden voeren een amfibische landing uit bij Anzio en vormen er een bruggenhoofd. De operatie is bedoeld om de Gustav-linie te omtrekken en een aanval op Rome te forceren.
- 25 - Tilburgse zegeltjeskraak: De Knokploeg-Soest onder leiding van Wim van de Elst maakt bij een gewapende overval op het gemeentehuis van Tilburg 105.000 distributiezegels en 700 blanco persoonsbewijzen buit.
- 27 -  Russische eenheden ontzetten Leningrad na 872 dagen te zijn belegerd. Duitse eenheden van het 18e Leger worden ongeveer 60 tot 100 kilometer van de stad teruggedreven.
- 31 - Amerikaanse legereenheden voeren een amfibische aanval uit op Kwajalein in de Marshalleilanden. Het atol wordt zwaar verdedigd door ongeveer 5.000 Japanse soldaten (versterkt met kustbatterijen).
- januari - In Bletchley Park (Verenigd Koninkrijk) wordt de Colossus in gebruik genomen, de eerste programmeerbare computer. Hij wordt ingezet bij het kraken van Duitse codeberichten.

februari
- 2 - Russische legereenheden van het Leningradfront onder bevel van generaal Leonid Govorov proberen de Duitse frontlinie te doorbreken en overschrijden de Estlandse grens ten noorden van de stad Narva.
- 4 - Een B-17 Flying Fortress bommenwerper van de 482e Bomber Group maakt een noodlanding tussen Meddo en Winterswijk. De piloot van het toestel, David G. Alford, zet het toestel alleen aan de grond; de rest van de twaalf bemanningsleden is al boven Duitsland met de parachute uit het vliegtuig gesprongen.
- 4 - In Parijs gaat het toneelstuk Antigone van Jean Anouilh in première.
- 8 - Russische legereenheden van het 4e Oekraïense Front onder bevel van generaal Fjodor Tolboechin veroveren de stad Nikopol. Ze drijven de Duitsers van de oostoever van de rivier de Dnjepr over een lengte van ruim 1.100 kilometer.
- 10 - Ten gevolge van de dagelijkse Amerikaanse bombardementen worden alle Japanse oorlogsschepen uit de marinebasis Rabaul naar Nieuw-Brittannië teruggetrokken.
- 15 - De geallieerde luchtmacht voert hevige bombardementen uit op het klooster van Monte Cassino. In de kelders van het gebouw hebben de monniken en ongeveer 800 burgers een toevlucht gezocht. Ruim 250 van hen worden tijdens de twee aanvalsgolven gedood. De Amerikaanse luchtmacht gebruikt ruim 1.400 ton aan bommen om het klooster te verwoesten.
- 17 - Amerikaanse mariniers landen op de atol Enewetak, het meest westelijke van de Marshalleilanden. Na felle weerstand worden de Japanners verdreven en wordt er een ankerplaats voor een marinebasis aangelegd. Een smaldeel van de Amerikaanse vloot valt de Japanese marinebasis Truk aan, 19 schepen en 201 vliegtuigen worden vernietigd.
- 20 - Het Noorse verzet blaast de veerboot "SF Hydro" op, die het zwaar water uit de fabriek te Vemork naar Duitsland had moeten overbrengen.
- 20 - In Amerikaanse kranten verschijnt de strip Batman & Robin voor het eerst.
- 21 - Minister-president Hideki Tojo neemt de functie van stafchef van het Japanse leger op zich, met het argument dat hij persoonlijk de militaire operaties van het leger en de marine gaat coördineren (na zware verliezen te hebben geleden) tegen de Amerikaanse opmars in de Grote oceaan.
- 22 - De Amerikaanse luchtmacht bombardeert per vergissing de steden Enschede (voor de tweede maal), Arnhem en Nijmegen. In Enschede vallen 40 doden en in Arnhem enkele tientallen. Berucht is echter vooral het bombardement op de Nijmeegse bovenstad, waarbij vermoedelijk meer dan 800 burgers (officieel iets minder) om het leven komen. In de binnenstad worden bijna 1.300 percelen verwoest.
- 28 - Duitse eenheden van het 14e leger (9 divisies) beginnen een grootscheeps offensief tegen het bruggenhoofd bij Anzio, zuidelijk van Rome, maar het Amerikaanse 5e Leger weet stand te houden.

maart
- 5 - Russische legereenheden van het 3e Oekraïense Front onder bevel van generaal Rodion Malinovski beginnen een nieuw offensief in het zuidwesten van Oekraïne. Ze verdrijven 14 Duitse divisies tussen de rivieren de Dnjepr en de Zuidelijke Boeg, en rukken over een front van 180 km breedte 50 km op.
- 7 - Duitse tegenaanvallen van het 6e Leger in het westen van Oekraïne worden afgeslagen. Russische legereenheden van het 1e Oekraïense Front onder bevel van maarschalk Georgi Zjoekov rukken op tot 16 km ten noorden van het spoorwegknooppunt Tarnopol.
- 9 - Koning Peter II van Joegoslavië arriveert vanuit Kairo in Londen om met de Britse leiders te praten over meningsverschillen tussen zijn regering in ballingschap en het partizanenbewind van Josip Tito.
- 9 - De door de Duitsers bezette Estische hoofdstad Tallinn raakt door een Sovjetbombardement zwaar beschadigd. Er vallen circa 600 doden.
- 15 - Russische eenheden van het 2e Oekraïense Front onder bevel van maarschalk Ivan Konev snijden de strategische spoorlijnverbinding Odessa-Zjmerynka af. Het Duitse front in Oekraïne wordt in tweeën gesplitst.
- 16 - De minister van Binnenlandse Zaken in de Vichyregering van Frankrijk, Pierre Pucheu, wordt in Algiers door een tribunaal van de Vrije Fransen ter dood veroordeeld.
- 17 - Britse luchtlandingseenheden onder bevel van generaal Orde Wingate landen in Centraal-Birma en vernielen de belangrijke spoorlijnverbinding Mandalay-Myitkyina.
- 19 - Japanse eenheden van Legergroep Birma (3 divisies) openen een offensief in de richting van de Brits-Indische staat Manipoer.
- 19 - Het Duitse leger (8 divisies) bezet Hongarije. Er wordt een nieuwe Hongaarse regering gevormd onder leiding van Döme Sztójay.
- 20 - Uitbarsting van de Vesuvius. Tijdens de uitbarsting komen 26 mensen om het leven en duizenden inwoners raken hun huis kwijt.
- 22 - Russische eenheden van het 2e Oekraïense Front veroveren het spoorwegknooppunt Pervomajsk gelegen aan de rivier de Boeg.
- 22 - Een Amerikaanse B-17 bommenwerper stort neer op de St. Alphonsus jongensschool in de Spaarndammerbuurt te Amsterdam.[1]
- 23 - De 21-jarige Britse staartschutter Nick Alkemade maakt een parachuteloze sprong (op 5,490 meter hoogte) boven nazi-Duitsland.
- 24 - Moordpartij in de Ardeatijnse grotten: 335 Romeinse gijzelaars worden in Rome wegens een aanslag op SS-soldaten gefusilleerd.
- 24 - De Britse generaal Orde Wingate komt om het leven wanneer zijn vliegtuig (met 10 personen) boven India in de jungle neerstort.[2]
- 28 - Russische legereenheden van het 3e Oekraïense Front veroveren Nikolajev, een strategische uitvoerhaven aan de Zwarte Zee.
- 29 - Geallieerde eenheden van het Amerikaanse 5e Leger ontruimen de oostflank van Monte Cassino. Duitse aanvallen op het bruggenhoofd bij Anzio worden afgeslagen.

april
- 1 - Bloedbad van Ascq: Duitse soldaten van de 12e SS-Panzer-Divisie Hitlerjugend executeren ongeveer 70 burgers uit wraak voor een sabotageactie van het Franse verzet tegen een Duitse trein (met SS-rekruten).
- 2 - Russische legereenheden van het 2e Oekraïense Front vormen een bruggenhoofd over de rivier de Proet en overschrijden de Roemeense grens. De restanten van het Duitse 8e Leger trekken zich haastig terug.
- 3 - Japanse eenheden van Legergroep Birma snijden de noordelijke toevoerweg naar Imphal in de Indiase staat Manipoer af. Het Britse 14e Leger (3 divisies) onder bevel van generaal William Slim trekt zich terug.
- 3 - Een Brits vlooteskader valt met ruim 40 Barracuda duikbommenwerpers het Duitse slagschip Tirpitz aan – dat voor anker ligt in de Altafjord in Noorwegen. De Tirpitz wordt door vijf voltreffers zwaar beschadigd.
- 4 - Charles de Gaulle wordt benoemd tot opperbevelhebber van het Franse leger en voert hervormingen door in de militaire structuur. Henri Giraud wordt gedwongen zijn functie op te geven en gaat met pensioen.
- 8 - Russische legereenheden van het 4e Oekraïense Front beginnen een offensief tegen het Duitse 17e Leger (12 divisies) op de Krim. De voornaamste verdedigingslinie is de landengte van Perekop (de Istmus).
- 8 - Japanse eenheden van Legergroep Birma dringen door in de buitenwijken van Kohima in Manipoer, maar worden door Brits-Indiase troepen uiteindelijk verdreven. Imphal wordt door de Japanners omsingeld.
- 10 - Russische legereenheden van het 3e Oekraïense Front veroveren Odessa. De stad is sinds oktober 1941 door de Duitsers bezet. De Russen hebben alle strategische havens aan de Zwarte Zee ingenomen.
- 13 - Russische eenheden van het 4e Oekraïense Front veroveren Simferopol, de hoofdstad van de Krim, en de havens Feodosija en Jevpatorija. Russische marine-infanterie gaat aan land achter de Duitse linies.
- 14 - Japanse eenheden van Legergroep Birma versterken de posities bij Imphal. De Brits-Indiase troepen van het 14e Leger worden door een geallieerde luchtbrug met voedsel, medicatie en munitie bevoorraad.
- 14 - In de haven van Bombay komt het munitieschip Fort Stikine tot ontploffing ten gevolge van een scheepsbrand. Er vallen 1376 doden, onder wie 71 brandweermannen. Vele gebouwen zijn zwaar beschadigd.
- 17 - De regering-Badoglio treedt af. Koning Victor Emanuel III verzoekt maarschalk Pietro Badoglio een nieuw kabinet samen te stellen dat alle partijen omvat. Hij heeft echter te kampen met de oppositie in Italië.
- 18 - Russische eenheden van het 4e Oekraïense Front veroveren de havenstad Balaklava – bekend uit de Krimoorlog. Russische troepen bereiken de buitenwijken van Sebastopol, gelegen aan de Zwarte Zee.
- 19 - Operatie Ichi-Go: Japanse legereenheden (ongeveer 500.000 man) beginnen een offensief om de spoorwegknooppunten bij Peking en Hankou in Noord-China te verbinden met de Chinese kust bij Kanton.
- 19 - Brits-Indiase eenheden van het 14e Leger dringen Legergroep Birma uit de vlakte van Imphal terug. De omsingeling wordt door Britse versterkingen doorbroken en de Japanse troepen trekken zich terug.
- 19 - Een geallieerde vlooteenheid valt vanuit Ceylon de stad Sabang op Sumatra aan. Hieraan neemt o.a. de Nederlandse flottieljeleider Hr.Ms. Tromp deel.
- 20 - Russische marine-eenheden brengen bij Sebastopol 18 Duitse schepen tot zinken, waardoor de Duitse evacuatiepogingen in de war gestuurd worden.
- 21 - Pietro Badoglio vormt een nieuw kabinet, waarin ook de oppositiepartijen vertegenwoordigd zijn, o.a. de voorzitter van de Italiaanse Communistische Partij, Palmiro Togliatti.
- april - In het bezette Nederlands-Indië  wordt het kamp Tjideng onder commando geplaatst van kapitein Kenichi Sonei.

mei
- 2 - Russische legereenheden van het 2e Oekraïense Front lanceren een offensief ten noorden van Târgu Frumos. Ze doorbreken de Duitse en Roemeense frontlinie, maar verliezen de helft van hun 360 tanks.
- 5 - Russische legereenheden van het 4e Oekraïense Front beginnen de belegering van Sebastopol. Verscheidene Duitse konvooi-operaties slagen erin ongeveer 40.000 man en veel voorraden te evacueren.
- 6 - De geallieerde luchtmacht maakt alle spoorwegemplacementen ten zuiden van Florence onbruikbaar, teneinde het Duitse leger te beletten versterkingen aan te voeren naar Rome en de rest van het front.
- 8 - Russische eenheden van het 4e Oekraïense Front doorbreken de verdedigingslinie bij Sebastopol, de strategische havenstad wordt veroverd. De Krim wordt gezuiverd van Duitse en Roemeense troepen.
- 9 - Marcel Louette, een Belgische verzetsstrijder en oprichter van de Witte Brigade, wordt opgepakt door de Gestapo (Duitse geheimedienst) en voor ondervraging naar het Fort van Breendonk overgebracht.
- 10 - Japanse eenheden van het expeditieleger in China  steken de Gele Rivier over en rukken naar het zuiden op. Hierdoor wordt de stad Luoyang in de provincie Henan van verschillende kanten bedreigd.
- 11 - Slag om Monte Cassino: Poolse eenheden van het 2e legerkorps onder bevel van generaal Władysław Anders beginnen een eerste aanval op het klooster om het te zuiveren van Duitse paratroepen.
- 11 - Bij een overval van een knokploeg onder leiding van Liepke Scheepstra op de gevangenis van Arnhem worden alle gevangenen bevrijd. Onder hen is dominee Frits Slomp ("Frits de Zwerver").
- 13 - De Messerschmitt Me 163, het eerste raketvliegtuig, wordt door de Luftwaffe voor het eerst ingezet om geallieerde bommenwerpers te onderscheppen.
- 14 - Albanese soldaten van de 21e Waffen SS Berg-divisie "Skanderbeg" arresteren ongeveer 280 joden in Pristina en dragen ze over aan de Duitse troepen voor deportatie naar Bergen-Belsen.
- 16 - Bij een landelijke razzia in Nederland worden ruim 400 woonwagenbewoners (met Roma- of Sinti-achtergrond) opgepakt. Ruim 250 van hen wordt op transport gezet naar Auschwitz-Birkenau.
- 17 - Amerikaanse en Chinese troepen ("Merrill's Marauders") veroveren het vliegveld van Myitkyina, na een lange mars van bijna 100 kilometer (met behulp van muilezels voorzien met voorraden).
- 18 - Slag om Monte Cassino: Duitse troepen evacueren Monte Cassino. Poolse eenheden van het 2e legerkorps veroveren het verwoeste klooster na hevige gevechten die bijna 4.000 levens eist.
- 18 - De Krim-Tataren worden door het Russische bewind gedeporteerd naar Centraal-Azië.
- 18 - De Nederlandse torpedoboot Arend gaat verloren na op een mijn te zijn gelopen.
- 19 - Met het wekelijkse transport uit Kamp Westerbork worden 245 Sinti gedeporteerd naar Auschwitz. Onder hen is het Limburgse meisje Settela Steinbach, dat door de filmbeelden van Rudolf Breslauer het symbool van de deportaties zal worden.
- 20 - De geallieerde luchtmacht doet met ruim 6.000 vliegtuigen aanvallen op wegen en bruggen gelegen in een 250 kilometer lange strook tussen België en Frankrijk, dit als eerste stap om het gebied van de geplande invasie te isoleren.
- 23 - Geallieerde eenheden beginnen een uitbraak uit het Anzio-bruggenhoofd. Ruim 150.000 man breken uit de perimeter waarin ze vier maanden vastzitten. Canadese eenheden van het Britse 8e Leger veroveren de stad Pontecorvo.
- 25 - Hitler geeft veldmaarschalk Albert Kesselring toestemming voor een 'methodische en economische terugtocht' in Italië. Het Duitse 10e Leger onder bevel van generaal Heinrich von Vietinghoff trekt zich terug op de "Caesarlinie".
- 25 - Duitse parachutisten (Fallschirmjäger) overvallen bij Drvar met zweefvliegtuigen het hoofdkwartier van de Joegoslavische partizanen leider Josip Tito in Bosnië. Tito weet te ontsnappen en de Duitsers moeten zich terugtrekken.

juni

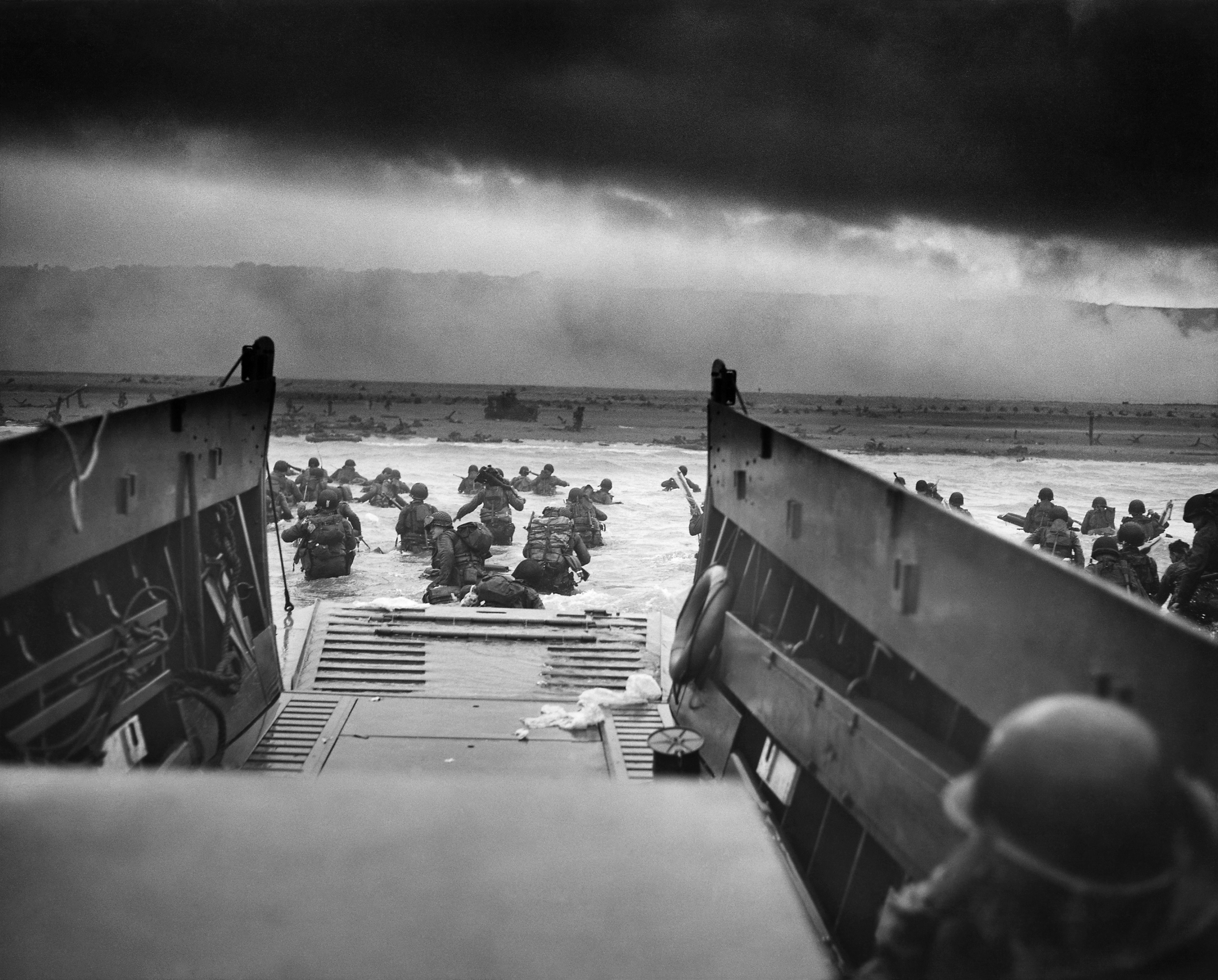
Amerikanen landen op Omaha Beach.

- 2 - Britse en Indiase eenheden (de "Chindits"), een speciaal jungle commando, steken de rivier de Irrawaddy over en sluiten de laatste vluchtweg voor de Japanners af, die in het noorden van Myitkyina ingesloten zitten.
- 4 - Amerikaanse eenheden van het 5e Leger bevrijden Rome en achtervolgen het Duitse 10 Leger over de river de Tiber. Koning Victor Emanuel III doet afstand van de troon ten gunste van zijn zoon Umberto II.[3]
- 6 - Operatie Overlord: De geallieerden lanceren een invasie in Frankrijk en landen aan de Normandische kust. Om 0.15 uur landen de eerste parachutisten van de Amerikaanse 101e Luchtlandingsdivisie ("Screaming Eagles") op het schiereiland Cotentin. In de loop van de dag landen ongeveer 14.000 man in dat gebied. Om 0.16 uur landen parachutisten van de Britse 6e Luchtlandingsdivisie bij Bénouville en veroveren na een kwartier de Pegasusbrug. Om 5.30 uur beginnen de geallieerden met luchtbombardementen en beschietingen vanuit zee van het invasiegebied. Amerikaanse oorlogsschepen voeren beschietingen uit ter ondersteuning van de landing bij Pointe du Hoc van het Amerikaanse 2e Ranger Bataljon. Om 6.30 uur landen de eerste eenheden van de Amerikaanse 1e Infanteriedivisie ("Big Red One") op Omaha Beach, waar ze op hevige Duitse tegenstand stuiten en zware verliezen lijden. Een uur later landen Britse en Canadese eenheden op de invasiestranden Gold Beach, Juno Beach en Sword Beach. Pas om 15.00 uur gelast Hitler tot een tegenaanval.
- 7 - De drie Britse bruggenhoofden op het Normandische invasiestrand worden tot één bruggenhoofd gevormd. Generaal Dwight Eisenhower bezoekt het invasiestrand in Normandië.
- 8 - Britse commando's van Gold Beach leggen contact met Amerikaanse commando's (Rangers) op Omaha Beach. Eenheden van de Britse 50e Infanteriedivisie veroveren Bayeux.
- 9 - Slag om Caen: Duitse tankeenheden van de 12e SS-Panzer-Divison Hitlerjugend bieden bij Caen sterke tegenstand en verhinderen de bezetting van de stad door Britse troepen.
- 10 - Bloedbad van Oradour-sur-Glane: Duitse eenheden van de 2e SS-Panzer-Divisie Das Reich voeren een vergeldingsactie uit in het Franse dorp Oradour-sur-Glane. Bij de overval worden 642 inwoners vermoord.
- 10 - Gerrit van der Veen, Nederlands beeldhouwer en verzetsleider, wordt met zes andere verzetsmensen ter dood veroordeeld. Hij wordt nog dezelfde avond in de duinen bij Overveen door de Duitsers gefusilleerd.
- 13 - De eerste Duitse V1's (Vergeltungswaffe 1) worden afgeschoten op Londen. Tijdens de aanval worden honderden raketten afgevuurd. Over een periode van 80 dagen worden meer dan 6.000 inwoners gedood.
- 15 - Amerikaanse mariniers landen op Saipan, het belangrijkste eiland van de Marianen. Ze vormen een bruggenhoofd voor de landing van 150.000 man. De Japanners (ruim 30.000 man) bieden hevig tegenstand.
- 15 - Gedurende 14 uur worden 244 V1's op Londen afgeschoten. De Britten nemen tegenmaatregelen en beginnen een luchtoffensief tegen de Duitse lanceerplaatsen (in het Nauw van Calais) in Noord-Frankrijk.
- 16 - Vanaf Chinese luchtmachtbasissen worden voor het eerst Amerikaanse B-29 Superfortress-bommenwerpers ("Vliegende Forten") ingezet voor een aanval op Japan. Doel zijn de staalfabrieken in Kitakyushu.
- 17 - Amerikaanse eenheden van het 7e Legerkorps bereiken de westkust van de Cotentin en veroveren Barneville-Carteret. Ze snijden daarmee de Duitse troepen bij Cherbourg van de rest van Normandie af.
- 17 - Operatie Brassard: Franse eenheden (16.000 man) landen op het eiland Elba, het voormalige verbanningsoord van Napoleon Bonaparte. Ze staan onder leiding van generaal Jean de Lattre de Tassigny.
- 17 - IJsland roept de onafhankelijkheid uit en scheidt zich af van Denemarken, dat nog steeds door Duitse troepen wordt bezet. Na een volksraadpleging wordt Sveinn Björnsson als eerste president gekozen.
- 18 - De oppositiepartijen ontnemen Pietro Badoglio het premierschap en benoemen de reformistische socialist Ivanoe Bonomi, voorzitter van het "Comité voor de Nationale Bevrijding" en tot premier van Italië.
- 19 - Een zware orkaan, die drie dagen aanhoudt, brengt ernstige schade toe aan de geallieerde kunstmatige aanvoerhavens (Mulberryhavens) bij Arromanches (Gold Beach) en Saint-Laurent (Omaha Beach).
- 20 - Slag in de Filipijnenzee: De Japanse vloot onder bevel van admiraal Jisaburo Ozawa wordt verslagen. Ze verliezen 3 vliegdekschepen en ruim 550 vliegtuigen. De Amerikanen verliezen 130 vliegtuigen.
- 20 - Russische eenheden van het 21e Leger doorbreken het Karelisch Front en veroveren Vyborg. Leningrad wordt afgeschermd tegen Finse aanvallen. De Finse Golf is weer open voor de Rusissche vloot.
- 22 - Operatie Bagration: Russische legereenheden beginnen een zomeroffensief in Wit-Rusland over een lengte van 675 km met een aanval op Vitebsk. De Duitse Legergroep Midden lijdt zware verliezen.
- 22 - De stad Imphal in Assam wordt door geallieerde eenheden van het Britse 14e Leger bevrijdt. Eenheden van de Britse 2e Infanteriedivisie en de Indische 5e Infanteriedivisie maken met elkaar contact.
- 24 - David Ben-Gurion lanceert zijn "Eénmiljoenplan" voor de immigratie van een miljoen Joden naar Palestina. Hij zet zich politiek in om in het Mandaatgebied Palestina een Joodse staat te creëren.
- 25 - Amerikaanse eenheden van het 7e Legerkorps dringen door in de buitenwijken van Cherbourg. Ze krijgen steun van de Amerikaanse marine en dwingen de Duitsers de havenstad over te geven.
- 26 - Russische eenheden van het 1e Wit-Russische Front onder leiding van generaal Konstantin Rokossovski, rukken op richting de stad Babroejsk. Het Duitse 9e Leger (6 divisies) wordt omsingeld.
- 28 - Russische tankeenheden van het 3e Wit-Russische Front steken ten noorden van Borisov de rivier de Berezina over. Russische legereenheden veroveren Mogilev, 160 km ten oosten van Minsk.
- 29 - Veldmaarschalk Erwin Rommel dringt bij Hitler (te Berchtesgaden) aan op zijn toestemming om het Duitse 7e Leger (gelegerd in Normandië) in de richting van de rivier de Seine terug te trekken.
- 30 - Operatie Epsom: Duitse tankeenheden van de 9e SS-Panzer-Division Hohenstaufen en de 10e SS-Panzer-Division Frundsberg verslaan de Britse troepen bij Grainville-sur-Odon (Normandië).

juli
- 2 - Adolf Hitler verleent de 69-jarige Duitse veldmaarschalk Gerd von Rundstedt eervol ontslag, na diens verzoek ontheven te worden van zijn taak als opperbevelhebber van het Westelijke Front.
- 3 - Russische tankeenheden van het 3e Wit-Russische Front veroveren Minsk (de hoofdstad van Wit-Rusland) tijdens het Minskoffensief. De Duitse Legergroep Midden wordt door de Russen vernietigd.
- 4 - Een opstand tegen de dictator Maximiliano Hernández Martínez van El Salvador slaat over naar Guatemala. Beide regimes komen ten val.
- 8 - Russische eenheden van het 3e Wit-Russische Front veroveren Vilnius. Veldmaarschalk Walter Model vraagt Hitler tevergeefs om de Duitse Legergroep Noord terug te trekken naar de rivier de Dvina.
- 9 - Operatie Charnwood: Na hevige tegenstand van Duitse troepen van de 12e SS-Panzer-Divisie Hitlerjugend dringen Britse en Canadese eenheden (met steun van tanks) door in het centrum van Caen.
- 9 - Amerikaanse mariniers breken de tegenstand van de Japanse troepen op Saipan en bezetten het eiland. Tot de gesneuvelden behoort ook admiraal Nagumo, die de aanval op Pearl Harbor heeft geleid.
- 10 - Russische legereenheden van het 2e Baltische Front onder leiding van genraal Andrej Jerjomenko doorbeken de Panther-Wotan linie bij Opotsjka. Het Duitse 16e Leger (13 divisies) trekt zich terug.
- 11 - De Engelandvaarder Gerrit-Jan van Heuven Goedhart wordt benoemd tot minister van Justitie in het Londense kabinet Gerbrandy II. Hij is o.a. verantwoordelijk voor de handhaving en het strafrecht.
- 12 - Generaal Theodore Roosevelt jr., een zoon van voormalig president Theodore Roosevelt van de Verenigde Staten, overlijdt op zijn divisiehoofdkwartier in Normandië ten gevolge van een hartaanval.
- 14 - Amerikaanse eenheden van het 8e Legerkorps bereiken de Lessay-linie in Normandië. De Duitsers versterken de frontlinies bij Saint-Lô met tankeenheden van de 2e SS-Panzer-Division Das Reich.
- 14 - Adolf Hitler vertrekt voor de laatste keer uit Berchtesgaden en vliegt naar de Wolfsschanze (huidige Polen). Daarmee verijdelt hij Operatie Foxley, een Brits complot van SOE om hem te vermoorden.
- 15 - Generaal Alexander von Falkenhausen wordt uit zijn commandofunctie ontheven. Gauwleider Josef Grohé wordt benoemd tot rijkscommissaris voor de bezette gebieden in België en Noord-Frankrijk.
- 16 - Duitse eenheden van het 14e Leger trekken zich terug achter de Arno-linie, die van Pisa naar Florence loopt (richting de Apennijnen). Eenheden van het Braziliaanse expeditieleger arriveren in Italië.
- 16 - Johannes Post, Hilbert van Dijk, Cor ten Hoope (beide op een brancard) en 12 verzetsmensen worden in de duinen bij Overveen voor hun mislukte overval op het Huis van Bewaring doodgeschoten.
- 17 - Amerikaanse eenheden van het 7e Legerkorps breken door de Duitse linies en veroveren Saint Lô. Erwin Rommel raakt bij een luchtaanval van twee jachtbommenwerpers bij Livarot zwaar gewond.
- 17 - Duitse krijgsgevangenen (ongeveer 60.000 man) worden door de Russen door de straten van Moskou geleid. Aan het hoofd van de parade lopen o.a. 19 Duitse generaals en andere hoge officieren.
- 18 - Operatie Goodwood: Britse tankeenheden van het 8e Legerkorps onder leiding van generaal Richard O'Connor beginnen een offensief om de heuvelrug bij Bourguébus op de Duitsers te heroveren.
- 18 - Minister-president Hideki Tojo treedt af naar aanleiding van een reeks Japanse militaire nederlagen. Hij wordt opgevolgd door Kuniaki Koiso, politicus en de voormalig gouverneur-generaal van Korea.
- 20 - Operatie Walküre: Adolf Hitler overleeft een moordaanslag in de Wolfsschanze. Kolonel Claus von Stauffenberg en andere samenzweerders worden de volgende dag gearresteerd en geëxecuteerd.
- 21 - Het Pools Comité van Nationale Bevrijding (ofwel "PKWN") wordt opgericht door uit Moskou teruggekeerde Poolse communisten, naar hun residentie meestal aangeduid als het "Comité van Lublin".
- 24 - Russische eenheden van het 1e Wit-Russische Front onder bevel van maarschalk Konstantin Rokossovski veroveren Lublin. Russische troepen bevrijden het concentratiekamp Majdanek in Polen.
- 24 - Russische eenheden van het 2e Stoottroepenleger beginnen een offensief bij het Narva-bruggenhoofd. Het Duitse 3e SS-Pantserkorps (met de 4e SS-Brigade Nederland) moet zich terugtrekken.
- 25 - Operatie Cobra: Amerikaanse eenheden van het 1e Leger onder leiding van generaal Omar Bradley beginnen een offensief ten zuiden van Saint-Lô. Tankeenheden rukken op richting Coutances.
- 25 - Operatie Spring: Canadese eenheden van het 2e Legerkorps onder bevel van generaal Guy Simonds beginnen een offensief om de Duitsers onder druk te houden tijdens de uitbraak bij Saint-Lô.
- 25 - Russische eenheden van het 1e Oekraïense Front onder leiding van maarschalk Ivan Konev omsingelen de Poolse stad Lvov. Na felle gevechten dringen tankeenheden door in de buitenwijken.
- 26 - Russische eenheden van het 1e Baltische Front onder bevel van generaal Ivan Bagramjan rukken op naar Shaulyai in Noord-Litouwen. Ze leggen die dag daarbij een afstand van bijna 80 km af.
- 27 - Russische tankeenheden van het 1e Wit-Russische Front bereiken de rivier de Weichsel en vestigen bij Magnuszew (Oost-Polen) een bruggenhoofd (ongeveer 60 km van Warschau verwijderd).
- 29 - Duitse tankeenheden van de 2e SS-Panzer-Division en 17e SS-Panzergrenadier-Division worden bij Roncey omsingeld en vernietigd. De Amerikanen doorbreken de Duitse linies bij Coutances.
- 30 - Operatie Bluecoat: Britse eenheden van het 2e Leger (met drie tankdivisies) onder leiding van generaal Miles Dempsey beginnen een offensief om het belangrijke kruispunt bij Vire te veroveren.
- 30 - Amerikaanse eenheden van het 8e Legerkorps veroveren Avranches. Het Duitse 7e Leger (waaronder de restanten van drie tankdivisies) onder bevel van generaal Paul Hausser trekt zich terug.
- 31 - De Franse piloot en schrijver Antoine de Saint-Exupéry wordt tijdens een verkenningsvlucht in zijn Lockheed P-38 Lightning boven de Middellandse Zee ter hoogte van Marseille neergeschoten.

augustus

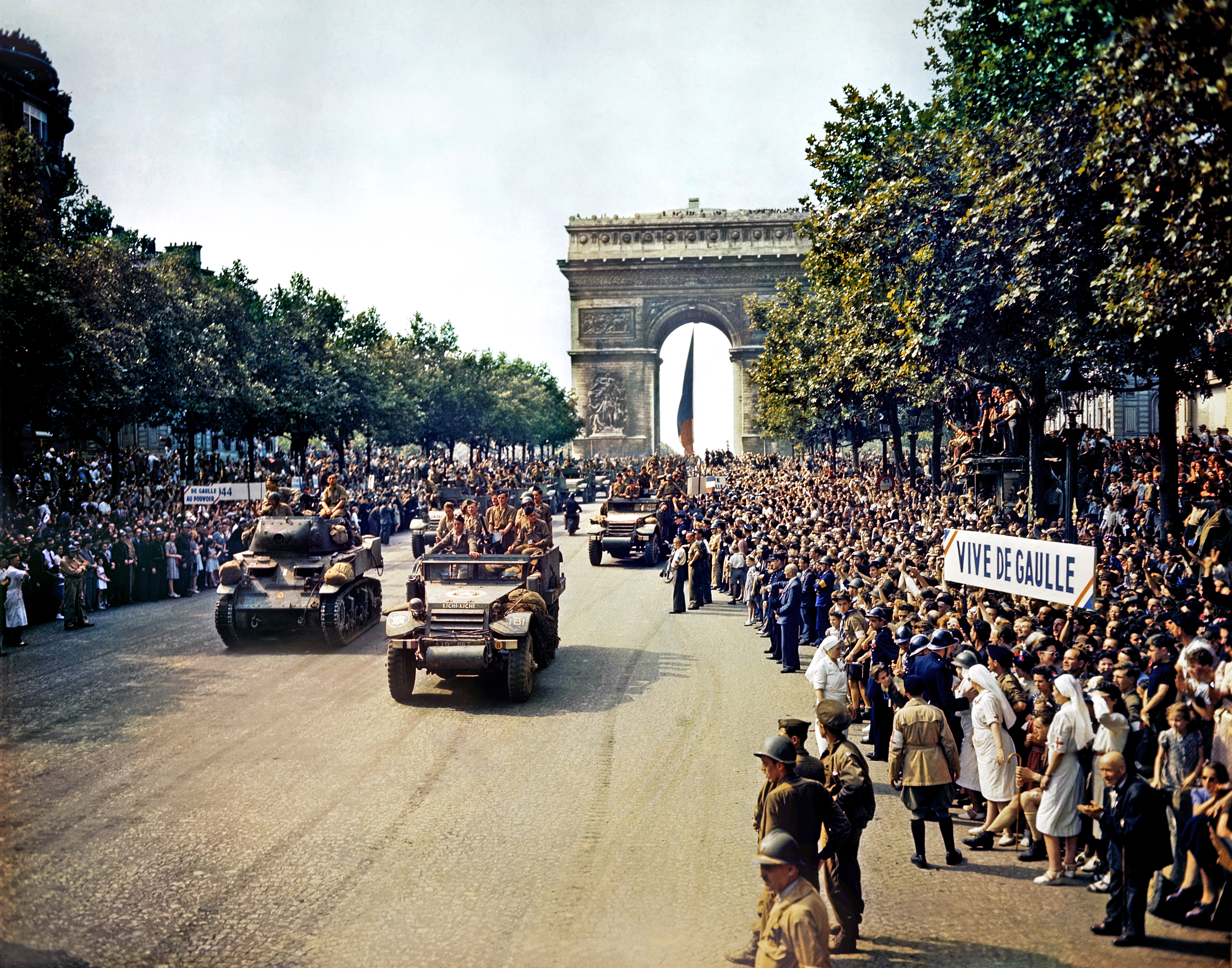
Franse troepen bevrijden Parijs.

- 1 - Opstand van Warschau: Poolse eenheden van het verzetsleger Armia Krajowa onder leiding van generaal Tadeusz Bór-Komorowski komen in Warschau in opstand tegen het Duitse garnizoen.
- 2 - Turkije verbreekt de economische en diplomatieke betrekkingen met Duitsland. De Duitse ambassadeur in Ankara, oud-kanselier Franz von Papen, moet opstappen en keert terug naar Berlijn.
- 3 - Amerikaanse tankeenheden van het 3e Leger onder bevel van generaal George Patton rukken vanuit het bruggenhoofd in Avranches op met een Blitzkrieg-tactiek richting Saint-Malo en Brest.
- 3 - Geallieerde eenheden onder leiding van generaal Joseph Stilwell ("Vinegar Joe") veroveren (na een omsingeling van ruim drie maanden) Myitkyina. Ruim 600 Japanners weten te ontsnappen.
- 4 - Maarschalk Carl Gustaf Mannerheim volgt Risto Heikki Ryti op als president van Finland. Hij wordt zonder verkiezingen verkozen en voert in het geheim vredesonderhandelingen met Rusland.
- 4 - Anne Frank en haar familieleden worden in Amsterdam op een onderduikadres ontdekt en gearresteerd door de Sicherheitsdienst (SD). Het gezin wordt later gedeporteert naar Bergen-Belsen.
- 7 - Operatie Lüttich: Duitse tankeenheden van het 7e Leger onder bevel van veldmaarschalk Günther von Kluge beginnen een tegenaanval bij Mortain tegen de geallieerde uitbraak in Normandië.
- 7 - IBM introduceert de eerste programma-gestuurde rekenmachine, de "Automatic Sequence Controlled Calculator". De Harvard Mark I wordt officieel door IBM overgedragen aan de universiteit.
- 8 - Operatie Totalize: Canadese eenheden van het 1e Leger onder bevel van generaal Harry Crerar beginnen een offensief ten noorden van Falaise om de Duitse Heeresgruppe B te omsingelen.
- 10 - Russische eenheden van het 3e Baltische Front breken door de frontlinie van het Duitse 28e Legerkorps bij Marienburg. De restanten trekken zich terug via Estland naar het bastion Koerland.
- 11 - De Gestapo en Vlaamse SS-soldaten onder bevel van SS-Obersturmführer Robert Verbelen houden een razzia in het dorp Meensel-Kiezegem en deporteren 71 mannen naar Neuengamme.
- 11 - In Nederland scheidt de theoloog Klaas Schilder (nadat hij ontslagen is als hoogleraar in Kampen) zich af van de Gereformeerde Kerken: begin van de Vrijgemaakt Gereformeerde Kerken.
- 12 - Britse eenheden van het 8e Leger onder bevel van generaal Oliver Leese veroveren Florence. Tijdens de gevechten worden alle historische bruggen (behalve de Ponte Vecchio) verwoest.
- 12 - In het Italiaanse dorpje Sant'Anna (regio Toscane) worden 560 inwoners door een Duitse eenheid onder leiding van majoor Walter Reder van de 16e SS-Panzergrenadier-Division vermoord.
- 12 - Operatie Pluto: De eerste onderzeese pijplijn (83 kilometer) ter wereld wordt aangelegd tussen Engeland en Frankrijk. Dit om brandstof te transporteren van het eiland Wight naar Cherbourg.
- 13 - Amerikaanse tankeenheden van de 5e Pantserdivisie passeren Argentan aan de rivier de Orne. Het Duitse 7e Leger en 5e Pantserleger (150.000 man) worden ingesloten in de Zak van Falaise.
- 15 - Operatie Dragoon: Geallieerde legereenheden landen in Zuid-Frankrijk en openen een tweede front. Ze worden ondersteund door enkele vliegdekschepen, talloze vlietuigen en een marinevloot.
- 16 - Operatie Doppelkopf: Duitse tankeenheden van het 3e Pantserleger onder bevel van generaal Erhard Raus voeren een tegenoffensief om de Duitse troepen van Legergroep Noord te ontzetten.
- 17 - Amerikaanse eenheden van het 7e Leger vormen met Franse troepen een bruggenhoofd van 75 kilometer. De kustplaatsen Saint-Raphaël, Fréjus, Saint-Maximin en Saint-Tropez worden bezet.
- 17 - Duitse eenheden van Legergroep Noord onder leiding van generaal Ferdinand Schörner voeren een tegenaanval uit tegen Shaulyai. Ze bereiken de buitenwijken, maar worden teruggedreven.
- 18 - Poolse tankeenheden van de 1e Pantserdivisie onder leiding van generaal Stanisław Maczek sluiten de omsingeling bij Falaise en maken contact met Amerikaanse troepen van generaal Patton.
- 19 - Veldmaarschalk Günther von Kluge, ingesloten met zijn Duitse troepen in de  "zak van Falaise" sinds 13 augustus, pleegt zelfmoord nabij Metz. Hij wordt opgevolgd door zijn rivaal Walter Model.
- 19 - In Bennekom worden de verzetsvrouw Helena Kuipers-Rietberg ("tante Riek") en haar man door de Sicherheitsdienst (SD) gearresteerd en overgebracht naar de koepelgevangenis van Arnhem.[4]
- 20 - Russische legereenheden van het 2e Oekraïense Front en het 3e Oekraïense Front voeren een offensief en vallen Roemenië binnen. Bij Jassy en Chisinau worden 12 Duitse divisies vernietigd.
- 22 - In Parijs breiden straatgevechten tegen de Duitsers verder uit. Eisenhower besluit de divisie van generaal Philippe Leclerc naar Parijs te sturen. Eerste editie van het dagblad Le Parisien Liberé.
- 23 - Amerikaanse tankeenheden van het 3e Leger onder bevel van George Patton veroveren Melun ten zuidoosten van Parijs. Vanuit de Franse zuidkust veroveren Amerikaanse troepen Grenoble.
- 23 - Bij een staatsgreep in Boekarest wordt generaal Ion Antonescu gevangengenomen. Roemenië aanvaardt een Russische wapenstilstand; de jonge koning Michaël I vormt een nieuwe regering.
- 23 - In Warnsveld wordt een temperatuur van 38,6 °C gemeten; dit zal hierna tot 24 juli 2019 gelden als de hoogste vastgelegde dagtemperatuur ooit sinds het begin van de metingen in Nederland.
- 25 - Bevrijding van Parijs: Generaal Dietrich von Choltitz tekent de overgave van Parijs (samen met het garnizoen). Charles de Gaulle, de leider van de vrije Fransen, vormt een voorlopige regering.
- 25 - Bloedbad van Maillé: Duitse Waffen-SS-soldaten richten een bloedbad aan in het Franse dorp Maillé. Hierbij komen 124 van de ongeveer 500 inwoners (waaronder ook kinderen) om het leven.
- 27 - De Duitse militaire attaché en zijn gevolg worden gedwongen uit de trein te stappen en wordt later in Turčiansky Sväty Martin geëxecuteerd. Als vergelding valt het Duitse leger Slowakije binnen.
- 29 - Slowaakse Nationale Opstand: Delen van het Slowaakse leger komen onder het bevel van de Slowaakse Nationale Raad in de stad Banská Bystrica in opstand tegen het regime van Jozef Tiso.
- 30 - Amerikaanse eenheden van het 5e Leger onder leiding van generaal Mark Clark steken de rivier de Arno over en veroveren Pisa. Zij rukken op naar Pistoia (die door de Duitsers wordt verlaten).
- 31 - Britse eenheden van het 2e Leger bevrijden Amiens; de brug over de rivier de Somme valt onbeschadigd in hun handen. Amerikaanse troepen  bevrijden Montpellier, Béziers, Narbonne en Nice.

september

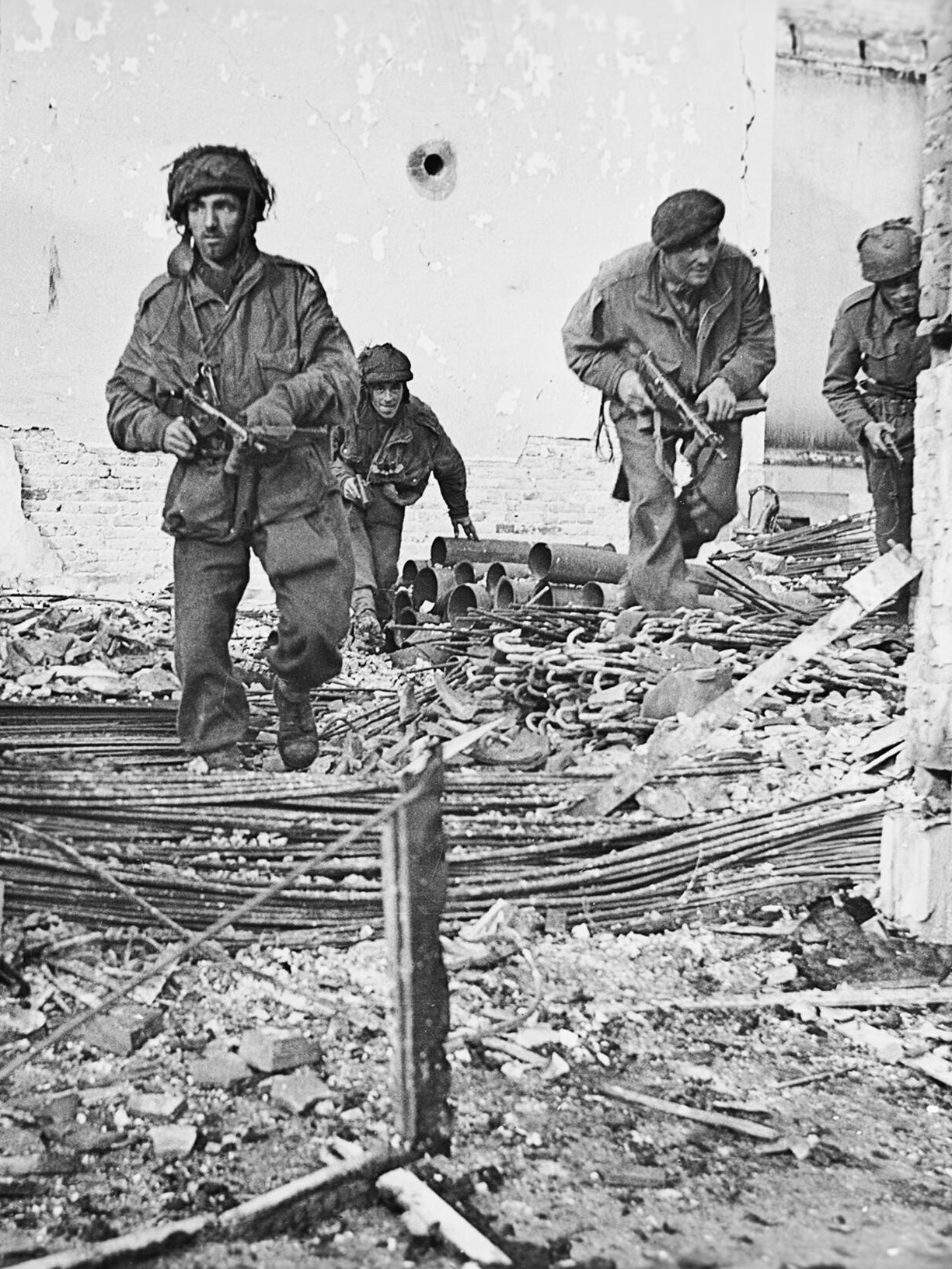
Britse parachutisten in Oosterbeek.

- 1 - Canadese eenheden van het 1e Leger bevrijden Dieppe en Rouen. Amerikaanse eenheden van het 3e Leger bevrijden Verdun, zij steken de rivier de Maas over en bereiken de Belgische grens.
- 2 - Britse tankeenheden van het 30e Legerkorps onder leiding van generaal Brian Horrocks bereiken Doornik. Amerikaanse eenheden van het 7e Legerkorps passeren de Belgische grens bij Hirson.
- 3 - Britse tankeenheden van de Guards Pantserdivisie bevrijden Brussel. De Britse 11e Pantserdivisie ("Black Bull") bevrijdt Aalst en nadert Antwerpen. Duitse troepen trekken zich in wanorde terug.
- 3 - Koningin Wilhelmina kondigt via Radio Oranje aan dat prins Bernhard is benoemd tot opperbevelhebber van de Nederlandse strijdkrachten. Hij krijgt tevens het bevel over het gewapende verzet.
- 4 - Britse tankeenheden van 7e Pantserdivisie ("Desert Rats") rukken op richting Gent. De Britse 11e Pantserdivisie bevrijdt Boom en Antwerpen. De haven valt onbeschadigd in geallieerde handen.
- 4 - Duitse eenheden van het 15e Leger onder bevel van generaal Gustav-Adolf von Zangen trekken zich terug achter het Albertkanaal (o.a. om de toegang van de Scheldemonding open te houden).
- 5 - Dolle Dinsdag: Duitse eenheden, NSB'ers en collaborateurs vluchten en masse naar Oost-Nederland. Uit het concentratiekamp Vught worden 3.500 gevangenen naar Duitsland getransporteerd.
- 5 - In Londen wordt door de verbannen regereringen van de BeNeLux een douane-overeenkomst ondertekend. Deze overeenkomst regeld de onderlinge afspraak om vrij goederen te transporteren.
- 6 - Britse tankeenheden van de 7e Pantserdivisie bevrijden Gent. Amerikaanse troepen van het 1e Leger onder leiding van generaal Courtney Hodges versterken het Maas-bruggenhoofd bij Dinant.
- 8 - Slag bij de Duklapas: Russische eenheden van het 1e Oekraïense Front begnnen bij Dukla een offensief in de Karpaten. Duitse tankeenheden van het 1e Pantserleger houden de Russen tegen.
- 8 - Britse eenheden van de 50e Infanteriedivisie steken bij Geel het Albertkanaal over. De restanten van het 15e Leger (75.000 man) beginnen een evacuatie over de Westerschelde naar Vlissingen.
- 8 - Lancering van de eerste V-2-raket (Vergeltungswaffe 2) vanuit Nederland richting Londen. Hierbij worden 3 burgers in Chiswick gedood. Gedurende de maanden worden ca. 3.000 V's afgevuurd.
- 8 - De regering-Pierlot V keert uit Londen terug naar het bevrijde België. In Leopoldsburg worden poilitieke gevangenen door de Waffen-SS gefusileerd. In totaal worden ca. 200 graven aangetroffen.
- 9 - Canadese en Poolse tankeenheden van het 2e Legerkorps bevrijden Nieuwpoort en Oostende. Ze steken het kanaal Gent-Brugge over en stuiten op hevige tegenstand van het Duitse 15e Leger.
- 10 - Amerikaanse tankeenheden van de 5e Pantserdivisie bevrijden de stad Luxemburg en rukken op naar de Duitse grens. Het fort Eben-Emael bij Maastricht wordt zonder slag of stoot ingenomen.
- 11 - Breskens wordt door de geallieerden gebombardeerd. Hoewel de stad geëvacueerd is, vallen er 199 burgerslachtoffers. Amerikaanse eenheden van het 1e Leger veroveren Eupen en Malmedy.
- 12 - Britse eendeden van het 1e Legerkorps onder leiding van generaal John Crocker veroveren Le Havre. Amerikaanse troepen trekken bij Eijsden en Mesch (Limburg) de Nederlandse grens over.
- 13 - Amerikaanse eenheden van het 5e Leger rukken op naar de Goten Linie. Zij breken door de Duitse linies en rukken op richting Bologna. Britse troepen steken het kanaal Dessel-Schoten over.
- 14 - Amerikaanse eenheden van de 30e Infanteriedivisie ("Old Hickory") onder bevel van generaal Leland Hobbs bevrijden Maastricht. Russische troepen bezetten Praga (voorstad van Warschau).
- 15 - Amerikaanse eenheden van het 1e Leger breken door de Siegfried Linie ten zuid-oosten van Aken. Canadese eenheden vestigen bij Balgerhoeke een bruggenhoofd over het Afleidingskanaal.
- 15 - Russische legereenheden van het 3e Oekraïense Front rukken Sofia, de hoofdstad van Bulgarije, binnen. Warschau komt onder Russisch artillerievuur te liggen, er worden voorraden gedropt.
- 15 - Slag om Peleliu: Amerikaanse mariniers landen op Peleliu in de Grote Oceaan. Het eiland wordt verdedigd door een garnizoen van ca. 10.000 Japanse soldaten (met arbeiders uit o.a. Korea).
- 16 - Russische eenheden van het 3e Stoottroepenleger beginnen een offensief richting de Golf van Riga in de Baltische Zee. Duitse troepen van Legergroep Noord trekken zich terug uit Estland.
- 17 - Operatie Market Garden: De geallieerden beginnen een luchtlandingsoperatie om de Rijnovergangen veilig te stellen en op te rukken naar Noord-Duitsland. Amerikaanse, Britse en Poolse parachutisten van de 101e en 82e luchtlandingsdivisies; en de 1e Luchtlandingsdivisie landen bij Eindhoven, Nijmegen en Arnhem. Ondertussen rukken Britse tankeenheden van het 30e Legerkorps door Noord-Brabant teneinde Arnhem te bereiken. Er wordt een corridor tot Nijmegen gevormd, maar bij Arnhem stuiten ze op onverwachte weerstand van Duitse tankeenheden van de 9e SS-Panzer-Division "Hohenstaufen" en de 10e SS-Panzer-Division "Frundsberg", terwijl een voorhoede van het Britse 2e Leger op heftig Duits verzet in de Betuwe stuit.[5]
- 18 - Britse parachutisten van de 1e Luchtlandingsdivisie voeren nieuwe droppings uit bij Arnhem. Ze slagen er door zware Duitse weerstand niet in het 2e bataljon onder bevel van kolonel John Frost bij de verkeersbrug te bereiken. Amerikaanse parachutisten van de 82e Luchtlandingsdivisie slagen er niet in de Waalbrug bij Nijmegen te bereiken; een Duitse tegenaanval bij Groesbeek wordt afgeslagen. Amerikaanse parachutisten van de 101e Luchtlandingsdivisie bevrijden Eindhoven, ze doen vergeefse pogingen om de brug bij Best over het Wilhelminakanaal te veroveren.
- 19 - Door slecht weer kan de derde Britse luchtlanding bij Arnhem niet doorgaan, evenmin als die van de Poolse 1e Luchtlandingsbrigade. De gezamelijke aanval van Britse tankeenheden en Amerikaanse parachutisten op de Waalbrug bij Nijmegen blijft zonder resultaat. De Amerikaanse 101e Luchtlandingsdivisie handhaaft haar defensieve stellingen in de buurt van Eindhoven. Duitse tankeenheden van de 9e SS-Panzer-Divisie "Hohenstaufen" voeren een tegenaanval uit en heroveren terrein bij Arnhem.
- 19 - Poolse tankeenheden van de 1e Pantserdivisie onder bevel van generaal Stanisław Maczek vestigen in Zeeuws-Vlaanderen een bruggenhoofd op de westelijke oever van het Kanaal Gent-Terneuzen. Poolse pontonniers leggen de zogeheten "Gdyniabrug" over het Zijkanaal naar Hulst. Canadese en Poolse troepen bevrijden Sas van Gent en Axel vanuit oostelijke richting, nadat bloedige gevechten hebben plaatsgevonden.
- 19 - Slag om het Hürtgenwald: Amerikaanse eenheden van het 1e Leger vallen het Hürtgenwald binnen, op de weg naar de plaatsen Hürtgen en Kleinau. Met de aanval willen de Amerikanen voorkomen dat de Duitsers versterkingen door het bos naar Aken sturen. Het Duitse 74e Legerkorps (13 divisies) krijgt de opdracht om tussen Aken en de Noord-Eifel rond Monschau zo lang mogelijk stand te houden.
- 20 - Door het aanhoudende slechte weer kan de dropping van de Poolse 1e luchtlandingsbrigade ter versterking van de parachutisten in Arnhem niet doorgaan. De Britten lijden er zware verliezen en moeten de Rijnbrug prijsgeven. De Waalbrug bij Nijmegen valt in handen van Britse eenheden en de Amerikaanse 82e Luchtlandingsdivisie; Duitse tegenaanvallen bij Groesbeek worden afgeslagen. De Amerikaanse 101e Luchtlandingsdivisie slaat met behulp van Britse tankeenheden een tegenaanval bij Son af.
- 21 - Poolse parachutisten van 1e Luchtlandingsbrigade worden bij Driel ten zuiden van de Rijn gedropt. Duitse tankeenheden van de 9e SS-Panzer-Division "Hohenstaufen" heroveren de noordelijke oprit van de verkeersbrug bij Arnhem, bij Oosterbeek worden de Britse parachutisten van de  1e Luchtlandingsdivisie onder bevel van generaal Roy Urquhart verder teruggedrongen. De opmars van de Britse tankeenheden van het 30e Legerkorps van Nijmegen naar Arnhem wordt met nog 8 kilometer te gaan tot staan gebracht.
- 22 - Britse parachutisten van de 1e Luchtlandingsdivisie verkeren bij Oosterbeek in een zeer kwetsbare positie: ze zijn omsingeld door de 9e SS-Panzer-Division "Hohenstaufen" (ruim 10.000 man). Duitse tankeenheden van de 10e SS-Panzer-Division "Frundsberg" voeren bij Veghel een hevige tegenaanval uit op de Amerikaanse stellingen van de 101e luchtlandingsdivisie. Poolse parachutusten van de 1e luchtlandingsbrigade steken met rubberboten de rivier de Waal over en versterken de Britten met munitie bij Oosterbeek.
- 23 - Duitse eenheden van het 3e SS-Pantserkorps (ruim 15.000 man) trekken zich bij Riga onder zware beschietingen van de Russische artillerie terug, over drie geimproviseerde pontonbruggen naar de overzijde van de rivier de Dvina. Tijdens de terugtocht worden de Duitsers vergezeld door duizenden vluchtende burgers, waaronder boeren met hun complete kuddes koeien en varkens. Russische eenheden van het 2e Stoottroepenleger voeren hevige straatgevechten in de buitenwijken van Riga.[6]
- 24 - Britse eenheden van het 8e Legerkorps (ter ondersteuning van Operatie Market Garden) bevrijden Deurne in Noord-Brabant. Tijdens de opmars wordt het Groot Kasteel zwaar beschadigd.
- 26 - Britse parachutisten van de 1e Luchtlandingsdivisie (ca. 2.000 man) trekken zich terug over de Rijn bij Driel. De Duitsers nemen ruim 8.000 Britse en Poolse parachutisten krijgsgevangen.
- 30 - Slag om Overloon: Amerikaanse tankeenheden van het 9e Leger onder bevel van generaal William Simpson openen een offensief in Noord-Brabant en vallen het Duitse bruggenhoofd aan ten westen van de rivier de Maas. De Duitse Panzerbrigade 107 (een sterkte van ca. 2.000 man en 26 tanks) biedt bij Overloon hevige tegenstand.

oktober

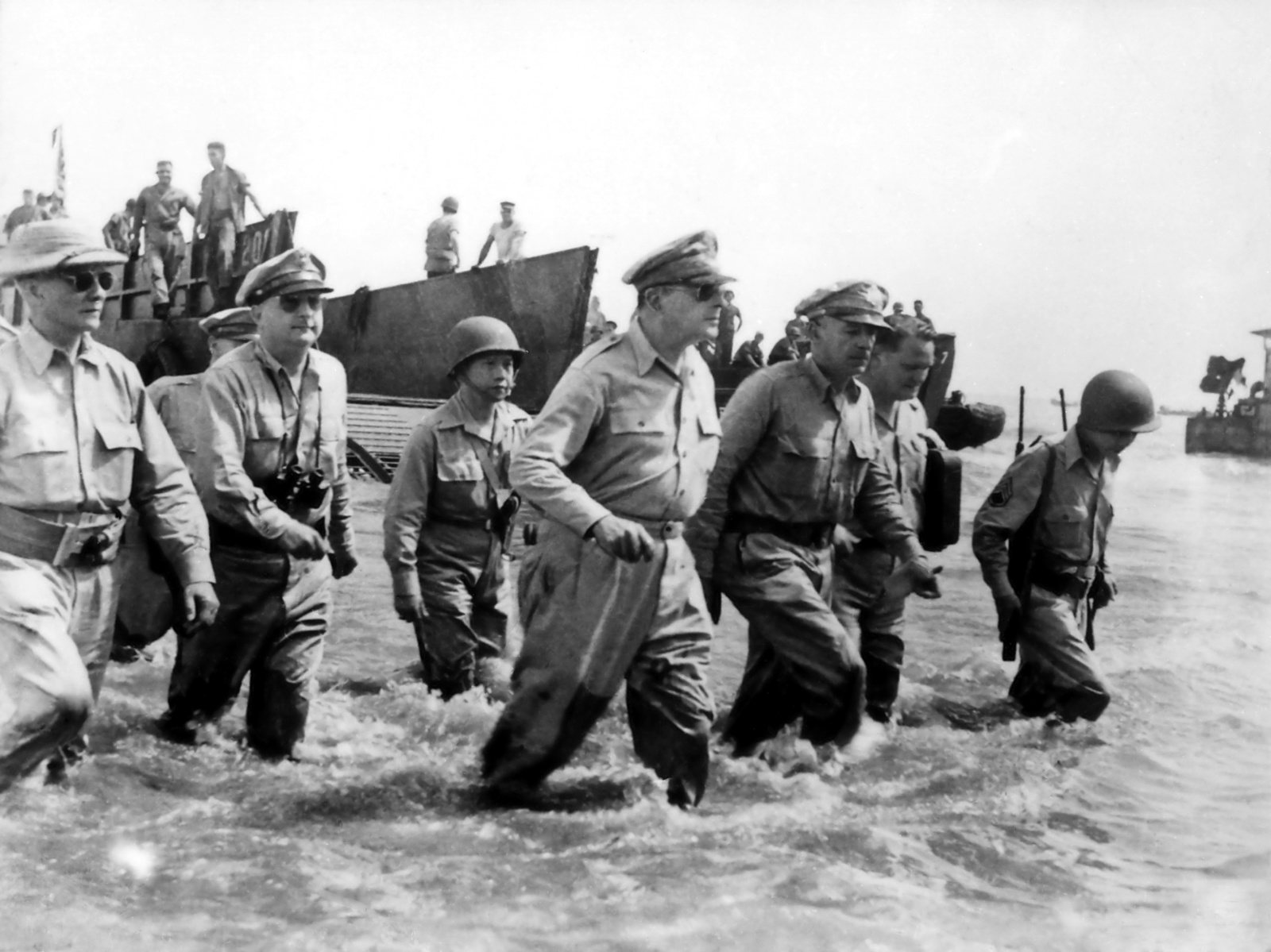
Douglas MacArthur (midden) landt op het strand van Leyte (Filipijnen).

- 1 - Razzia van Putten: Als represaille voor een aanslag op vier Duitse militairen bij Putten wordt de gehele mannelijke bevolking tussen 18 en 50 jaar (659 man) van dit dorp gearresteerd en naar het kamp Amersfoort afgevoerd. Slechts 48 mannen zullen terugkeren.
- 2 - Slag om Aken: Amerikaanse eenheden van het 1e Leger beginnen een aanval tussen Geilenkirchen en Aken. Eenheden van de 30e Infanteriedivisie ("Old Hickory") doorbreken de Siegfried Linie bij Palenberg. Ze steken de rivier de Worm over en vallen Duitse bunkers aan met vlammenwerpers en explosieve ladingen. Tegen de middag hebben de Amerikanen een klein bruggenhoofd gevestigd.
- 2 - De Poolse opstandelingen (ca. 15.000 man) in Warschau geven zich over aan de Duitsers na 63 dagen van hevig verzet. Tadeusz Komorowski tekent de capitulatie van de overgebleven eenheden op het Duitse hoofdkwartier, in het bijzijn van generaal Erich von dem Bach-Zelewski. Russische legereenheden bevinden zich in de voorsteden van Warschau, maar bieden de opstandelingen geen hulp.
- 3 - De Britse luchtmacht (250 toestellen) voert een inundatiebombardement uit (de bevolking wordt gewaarschuwd door Nederlandse palmfletten), er wordt een gat (ruim 100 meter) geslagen in de Westkappelse Zeedijk op Walcheren. Het gebied rond Westkapelle stroomt onder water, de opkomende zee doodt 125 eilandbewoners. De centrale lagune loopt geleidelijk vol met water, hierdoor verdrinken een paar duizend paarden en maar liefst 9.000 stuks vee, die niet kunnen zwemmen en klimmen om in veiligheid te komen.
- 5 - Memeloffensief: Russische legereenheden van het 1e Baltische Front beginnen een offensief in het Memelgebied. Eenheden van het 4e Stoottroepenleger (6 divisies) doorbreken de Duitse frontlinie (opening van 16 kilometer) bij Shaulyai in Noord-Litouwen en rukken op richting Memel. Duitse tankeenheden van het 3e Pantserleger moeten zich haastig terugtrekken. De restanten van Legergroep Noord en Legergroep Midden worden door de Russen van elkaar gescheiden.
- 6 - Canadese eenheden van het 2e Legerkorps voeren een amfibische aanval uit om de Duitsers ten zuiden van de Schelde uit te schakelen. Ze slagen erin om met landingsvoertuigen (Buffalo's) troepen op twee bruggenhoofden over het Leopoldkanaal te krijgen, maar worden bij Woensdrecht tegengehouden door Duitse eenheden van het 15e Leger. Hengelo in Overijssel wordt door een zwaar geallieerd luchtbombardement getroffen. Hierbij komen 125 burgers om het leven.
- 6 - Russische eenheden van het 1e Oekraïense Front veroveren, in samenwerking met Tsjechoslovaakse troepen (ca. 17.000 man), na vier weken van felle Duitse weerstand de Duklapas en overschrijden de Hongaarse grens. Russische tankeenheden trekken ten westen van het dorp Dobroslava een gebied binnen dat bekend zal worden als de "Vallei des Doods". Hier leveren Russische en Duitse tanks een hevige tankslag, vergelijkbaar (op kleine schaal) als die bij  Koersk.
- 7 - De Amerikaanse luchtmacht bombardeert en vernietigt de brug bij Arnhem. De Duitsers gebruiken de brug om tanks en pantservoertuigen over te brengen om 'het eiland', een gebied tussen de rivier de Maas en de Nederrijn, onder druk te zetten. Het gebied is bezet door Britse eenheden van de 43e Infanteriedivisie en Amerikaanse parachutisten van de 82e luchtlandingsdivisie.
- 7 - Opstand in Auschwitz: Joodse gevangenen van het Sonderkommando komen in het concentratiekamp Auschwitz in opstand; zij steken Crematorium IV in brand en trachten te vluchten. Ruim 450 gevangenen worden door soldaten van de Waffen-SS vermoord.
- 8 - Amerikaanse eenheden van de 1e Infanteriedivisie ("Big Red One") beginnen bij Aken een aanval, met als doel het stadje Verlautenheide en Heuvel 239 ("Crucifix Hill" genoemd) te veroveren. De aanval wordt voorafgegaan door een hevige artilleriebeschieting.
- 8 - Adolf Hitler ondertekent een decreet tot de oprichting van een 'volksleger' (Volkssturm) ter verdediging van het Duitse grondgebied. Het leger krijgt opdracht om alle mannen tussen 16 en 60 jaar oud te rekruteren; de leiding komt in handen van Martin Bormann.
- 9 - Slag om Koerland: Russische eenheden van het 1e Baltische Front bereiken de Oostzee nabij Memel en snijden de Duitse troepen van Legergroep Noord af van Oost-Pruisen. Hierdoor worden ruim 180.000 man van het 16e Leger en het 18e Leger opgesloten.
- 9 - Vierde Conferentie van Moskou: De Britse premier Winston Churchill en minister van buitenlandse zaken Anthony Eden arriveren in Moskou voor overleg met Jozef Stalin. Ze beginnen een 9-dagen durende conferentie om de toekomst van Europa te bespreken.
- 11 - De Amerikanen geven de Duitse stafleiding van het 81e Legerkorps in Aken een ultimatum om het garnizoen over te geven. Dit wordt geweigerd en de Amerikaanse artillerie begint de stad te beschieten. Hierbij worden naar schatting 5.000 granaten afgevuurd.
- 12 - Britse eenheden van de 3e Infanteriedivisie onder leiding van generaal Lashmer Whistler trekken (ondersteund door Churchill-tanks) na felle huis tot huis gevechten Overloon binnen. Het dorp wordt door de Britse artillerie (ca. 300 kanonnen) volledig verwoest.
- 12 - Duitse eenheden van Legergroep E onder bevel van generaal Alexander Löhr verlaten de Griekse hoofdstad Athene, na een bezetting van 3½ jaar. Löhr krijgt tevens de opdracht om Duitse troepen te evacueren in Albanië, Macedonië en het Griekse vasteland.
- 13 - Russische legereenheden van het 3e Baltische Front veroveren Riga, de hoofdstad van Letland. Duitse eenheden van het 16e Leger en 18e Leger onder leiding van generaal Ferdinand Schörner vluchten naar het zuidwesten en raken geïsoleerd in Koerland.
- 13 - Amerikaanse eenheden van de 1e infanteriedivisie ("Big Red One") dringen door in het centrum van Aken. De stad is voor 85% door bombardementen verwoest en wordt verdedigd door een Duits garnizoen (ca. 5.000 man), bestaande uit Luftwaffepersoneel.
- 13 - Vertegenwoordigers van de illegaliteit richten in Amsterdam de "Stichting '40 - '44" op. Ter ondersteuning van de nabestaanden van omgekomen illegale werkers en oorlogsslachtoffers. De naam van de stichting zal worden veranderd in "Stichting 1940-1945".
- 13 - In Zwolle worden zeven mensen gefusilleerd voor hun verzetsdaden, later wordt het Monument op de schietbaan Berkum voor hen opgericht.
- 14 - Belgrado-offensief: Russische tankeenheden van het 3e Oekraïense Front breken door de Duitse verdedigingslinies ten zuiden van Belgrado. Joegoslavische partizanen rukken op langs de hoofdwegen richting de stad ten zuiden van de rivier de Sava, terwijl Russische troepen in de buitenwijken aan de noordelijke oever vechten.
- 14 - Britse eenheden (ondersteund door Britse parachutisten) onder bevel van generaal Ronald Scobie vallen Griekenland binnen en bevrijden Athene. Britse en Griekse versterkingen worden aangevoerd via de haven van Piraeus.
- 14 - Veldmaarschalk Erwin Rommel pleegt in Herrlingen zelfmoord, daartoe gedwongen vanwege zijn contacten met de Duitse officieren die de aanslag van 20 juli op Adolf Hitler hebben beraamd.
- 14 - Bij het bombardement van Zutphen komen meer dan 100 burgers om en vallen honderden gewonden. De geallieerden raken per ongeluk de nabijgelegen stadswijk in plaats van een brug.
- 15 - Duitse tankeenheden van de 116e Pantserdivisie openen bij Aken een tegenaanval. Sommige tanks slagen erin de Amerikaanse linies van de 1e Infanteriedivisie ("Big Red One") te doorbreken, maar artillerie en luchtsteun vernietigen het grootste deel van de Duitse troepen. Amerikaanse eenheden voeren hevige straatgevechten in het centrum van de stad  en proberen tevergeefs het Duitse hoofdkwartier "Hotel Quellenhof" in te nemen.
- 15 - Na geheime onderhandelingen met de geallieerden kondigt rijksregent Miklós Horthy een bestand af. Duitse commando's onder bevel van kolonel Otto Skorzeny arresteren Horthy en installeren een nieuwe regering onder het schrikbewind van Ferenc Szálasi.
- 15 - De Japanse piloot Arima Masafumi gaat de geschiedenis in als eerste kamikaze door met zijn vliegtuig op de USS Franklin in te vliegen.
- 16 - Na dagenlang van hevige gevechten in het gebied van Woensdrecht wordt de stad door Canadese eenheden van het 2e Legerkorps bevrijd. Hierdoor zijn de Duitse troepen van het 15e Leger op Zuid-Beveland en Walcheren van hun hoofdmacht afgesneden.
- 18 - Amerikaanse eenheden van de 1e Infanteriedivisie ("Big Red One") vallen in Aken de laatste Duitse stellingen aan. De Duitse troepen (ca. 1.200 man) versterken hun posities bij "Hotel Quellenhof", deze worden beschoten door zwaar artillerie- en mortiervuur.
- 18 - De regering in ballingschap onder leiding van Georgios Papandreou keert terug naar Griekenland. Hij vormt een nieuwe regering en probeert de gepolariseerde situatie tussen het Grieks Nationaal Bevrijdingsfront (EAM) en niet-EAM troepen te normaliseren.
- 20 - Slag om Leyte:  Amerikaanse eenheden van het 6e Leger (4 divisies) onder bevel van generaal Walter Krueger voeren een amfibische landing uit op Leyte (een van de grotere eilanden van de Filipijnen). Kort daarna, gaat ook generaal Douglas MacArthur (de opperbevelhebber van het Amerikaanse leger in het Verre Oosten) met de overige Amerikaanse troepen aan land. Lopend door de branding kondigt hij de bevrijding van de Filipijnse bevolking aan: "People of the Philippines, I have returned!". Tegen de avond, het einde van A-day, hebben de Amerikanen meerdere bruggenhoofden gevestigd en is het 6e Leger ruim 3 kilometer landinwaarts opgerukt.
- 20 - Russische eenheden van het 3e Oekraïense Front en Joegoslavische troepen bevrijden Belgrado. Joegoslavische partizanen van het 13e Legerkorps snijden de Duitse evacuatieroute langs de rivier de Morava af. Duitse eenheden van Legergroep E worden gedwongen zich terug te trekken door de bergen van Montenegro en Bosnië. Hier worden ze door de partizanen dagenlang aangevallen.
- 20 - In Guatemala komt een linkse junta aan de macht onder leiding van Jacobo Arbenz Guzman.
- 21 - Amerikaanse eenheden van de 30e Infanteriedivisie ("Old Hickory") trekken vanuit het noorden Aken binnen. Tegen het bevel van Adolf Hitler in capituleert het Duitse garnizoen onder leiding van kolonel Gerhard Wilck. De Amerikanen nemen ca. 12.000 man krijgsgevangen. Aken wordt de eerste Duitse stad met een nieuw, burgerlijk, gedenazificeerd ('gezuiverd' van nazi-elementen) bestuur.
- 23 - Operatie Pheasant: Britse eenheden van het 12e Legerkorps onder leiding van generaal Neil Ritchie doorbreken de Duitse linies tussen Liempde en Veghel. Na zware tegenstand van Duitse parachutisten, bereiken de Britten Vught en bevrijden Kamp Vught.
- 24 - Slag in de Golf van Leyte: De tweedaagse zeeslag om de Golf van Leyte begint. Een gecombineerde Amerikaanse en Australische zeemacht onder bevel van admiraal William Halsey verslaat bij de Filipijnen de Japanse keizerlijke vloot. De Japanners onder leiding van viceadmiraal Jisaburo Ozawa vallen aan in drie gevechtsgroepen; zij verliezen o.a. 3 slagschepen (waaronder het slagschip Musashi), tien kruisers en negen torpedobootjagers. Japanese vliegtuigen voeren voor het eerst kamikazeaanvallen uit.
- 27 - Russische legereenheden van het 2e Baltische Front beginnen het tweede Koerlandoffensief, om door de frontlinies te breken in de richting van Skrunda en Saldus. Ze voeren een gelijktijdige aanval uit om met 52 divisies de Duitse troepen te overrompelen. Russische eenheden van het 4e Stoottroepenleger vallen tervergeefs de stellingen van het Duitse 3e SS-Pantserkorps aan. Meerdere frontale infanterieaanvallen worden door de Nederlandse eenheden van de 4e SS-Brigade Nederland afgeslagen.[7]
- 27 - Britse eenheden van het 12e Legerkorps bevrijden in Noord-Brabant de steden Bergen op Zoom, Zundert en Tilburg (tijdens Operatie Pheasant). De Britse 15e Infanteriedivisie wordt opgehouden door het bevrijdingsfeest en kan niet verder oprukken.
- 28 - Russische legereenheden van het 4e Oekraïense Front voltooien de verovering van Karpato-Oekraïne en veroveren Svidník (huidige Slowakije). Duitse troepen heroveren Banská Bystrica op de Slowaakse opstandelingen. De Slowaakse Nationale Opstand (SNP) wordt na ruim een maand onderdrukt. De leiders van de opstand worden door de Duitsers opgepakt en later in het concentratiekamp Flossenbürg om het leven gebracht. Als represaille worden ruim 12.000 Slowaakse opstandelingen vermoord.
- 29 - Duitse tankeenheden van het 47e Pantserkorps beginnen een tegenaanval Koerlandoffensief bij Meijel in het Peel en Maas gebied. De Duitse 9e Pantserdivisie (versterkt met 50 Panthertanks) breekt door de geallieerde frontlinie en verovert het dorp Liessel.
- 29 - Poolse tankeenheden van de 1e Pantserdivisie bevrijden na felle straatgevechten Breda. Op Zuid-Beveland wordt Goes ingenomen; in Zeeuws-Vlaanderen veroveren Canadese troepen van het 2e Legerkorps Retranchement en Cadzand.
- 29 - Het Verscholen Dorp, een schuilplaats voor onderduikers bij Vierhouten, wordt ontdekt door de Duitsers. Acht personen worden later gefusilleerd, 86 onderduikers (waaronder vluchtelingen uit Kamp Amersfoort) worden gevangengenomen.
- 30 - Duitse eenheden van het 15e Leger (gelegerd op Zuid-Beveland) krijgen het bevel om zich op Walcheren terug te trekken; de eerste verkenningen op Noord-Beveland vinden plaats. Het eiland Tholen wordt door Canadese troepen bevrijdt.
- 31 - Slag om de Sloedam: Geallieerde eenheden van het Canadese 1e Leger zetten de aanval in tegen Walcheren bij de Sloedam, maar hevige weerstand van de Duitse troepen verhinderen het oprukken naar het versterkte schiereiland.
- 31 - In Londen wordt de Nederlandse MARVA, de Marine Vrouwen Afdeling opgericht. De 22-jarige Francien de Zeeuw wordt de eerste Marva, zij is tevens de eerste vrouwelijke militair binnen de Nederlandse krijgsmacht.

november
- 1 - Met de amfibische operatie Infatuate landen geallieerde eenheden (ondersteund door Britse commando's) op Walcheren en bevrijden Westkapelle. Na een week van zware gevechten wordt het eiland ingenomen. Hiermee ligt de toegangsweg naar Antwerpen (aanvoerhaven voor geallieerde voorraden) via de Westerschelde open. Tijdens de gevechten worden de Duitse kustbatterijen en bunkers op Walcheren door de Britse marine (met steun van de Royal Air Force) zwaar beschadigd of vernietigd.
- 2 - Amerikaanse eenheden van het 1e Leger beginnen een aanval door het Hürtgenwald met als doel het gebied bij Vossenack en Schmidt te veroveren. Na hevige gevechten wordt Vossenack met behulp van tanks ingenomen, maar de Amerikanen kunnen door zwaar Duits artillerievuur niet verder oprukken. Ze worden gedwongen zich in te graven in schuttersputten bij Schmidt, op bevel van veldmaarschalk Walter Model voeren Duitse troepen (waaronder de 116e Pantserdivisie) tegenaanvallen uit.
- 3 - Slag om Metz: Amerikaanse eenheden van het 3e Leger beginnen een offensief in de buurt van Metz, met als doel de frontlinie te verleggen naar de rivier de Saar. Na felle huis-aan-huis gevechten veroveren de Amerikanen de buitenste verdedigingslinie met versterkte fortificaties. Hitler geeft persoonlijk het bevel om de 17e SS-Panzergrenadier-Divisie "Götz von Berlichingen" over te plaatsen naar het 13e SS-Legerkorps, de overige Duitse tankeenheden worden bij Metz uit de frontlinie gehaald.
- 4 - Vanaf vliegdekschepen vallen Amerikaanse bommenwerpers de haven van Manilla aan. Meer dan 200 Japanse vliegtuigen worden daarbij vernietigd. Op Leyte trekken Amerikaanse eenheden bij Carigara verder zuidwaarts de bergen in. Onderweg vinden ze verschillende zware wapens (bergartillerie en mortieren) die zijn achtergelaten door de terugtrekkende Japanners. Op bevel van generaal Tomoyuki Yamashita ("Tijger van Malaya") worden er drie reserve divisies naar de Filipijnen gestuurd.
- 5 - De Arubaanse verzetsstrijder Boy Ecury wordt in Rotterdam gearresteerd vlak voor het gebouw van de Sicherheitsdienst (SD). Hij wordt overgebracht naar de gevangenis het Oranjehotel in het huis van bewaring in Scheveningen en later geëxecuteerd op de Waalsdorpervlakte. In 1947 zal zijn stoffelijk overschot met militaire eer op Aruba worden herbegraven.
- 6 - Canadese eenheden van het 2e Legerkorps bevrijden Middelburg op Walcheren. Canadese en Britse troepen bereiken het Hollandsch Diep bij de vernielde Moerdijkbruggen. Het Duitse leger capituleert, een groot deel van Zeeland wordt door de geallieerden bevrijd. De gehele Westerscheldeoever komt in geallieerde handen en Britse mijnenvegers beginnen de Schelde mijnenvrij te maken.
- 7 - De Amerikaanse presidentsverkiezingen worden gewonnen door de Democratische Partij onder Franklin D. Roosevelt (met 53% van de stemmen) ten koste van zijn Republikeinse uitdager Thomas E. Dewey. Roosevelt is de enige Amerikaanse president die bevoorrecht is om voor een vierde termijn te worden gekozen.
- 7 - In Tokio wordt de Russische spion Richard Sorge in de Sugamo-gevangenis opgehangen. Hij is een belangrijke informant van de Russische geheime dienst die al jaren cruciale informatie doorgeeft. Hij informeert Stalin o.a. over Operatie Barbarossa en over voorbereidingen van de Japanse aanval op Pearl Harbor.
- 10 - De Duitsers beginnen een razzia in Schiedam en in de buitenwijken van Rotterdam; circa 50.000 mannen worden per schip of trein naar verzamelpunten afgevoerd voor de Arbeitseinsatz in Duitsland.
- 11 - Russische eenheden van het 2e Oekraïense Front steken de rivier de Tisza over, ten noordoosten van Boedapest. Stalin geeft opdracht om het Russische leger (circa 3.000.000 man) te hergroeperen.
- 12 - Het Duitse slagschip Tirpitz wordt door 32 Britse Avro Lancaster bommenwerpers met 'Tallboy'-bommen in de Tromsøfjord in Noorwegen tot zinken gebracht. Hierbij komen ruim 950 man om het leven.
- 13 - Amerikaanse eenheden van het 3e Leger steken de rivier de Moezel over ten noorden van Thionville en vestigen bij Cattenom een bruggenhoofd. Amerikaanse troepen veroveren 22 forten rond Metz.
- 14 - Operatie Nutcracker: Geallieerde eenheden beginnen een offensief tegen het Duitse bruggenhoofd langs de rivier de Maas tussen Venlo en Roermond. De strijd concentreert zich op het zwaar versterkte Blerick.
- 16 - De geallieerden voeren een luchtbombardement uit in het Ruhrgebied met ruim 2.400 Amerikaanse en Britse bommenwerpers. Tijdens het bombardement wordt ten noorden van het Hürtgenwald de stad Düren verwoest.
- 16 - Amerikaanse eenheden van het 7e Legerkorps beginnen een offensief in het Hürtgenwald. De 1e Infanterie-Divisie ("Big Red One") rukt op de linkerflank op richting Langerwehe. Terwijl de 4e Infanterie-Divisie oprukt door het Hürtgenwald richting Merode.
- 17 - Russische eenheden van het 2e Oekraïnse Front veroveren het spoorwegknooppunt Füzesabony, ongeveer 100 kilometer ten noorden van Boedapest. Hierdoor is de spoorwegverbinding van Boedapest naar Miskolc voor de Duitse troepen afgesneden.
- 18 - Britse eenheden van het 30e Legerkorps coördineren gezamelijke aanvallen met het Amerikaanse 1e en 9e Leger. De steden Jülich en Düren worden veroverd. Ondertussen rukken Amerikaanse tankeenheden van het 3e Leger op naar de Duitse grens.
- 19 - Amerikaanse eenheden van het 9e Leger slaan een tegenaanval van de Duitsers af en veroveren Geilenkirchen. Ondertussen voltooit het Amerikaanse 3e Leger de omsingeling van Metz. Duitse troepen van het 1e Leger moeten zich terugtrekken.
- 19 - Britse eenheden van het 14e Leger lanceren een offensief vanuit Assam (noordoosten van India). Het doel is om de Birmaweg, een belangrijke aanvoerroute naar China, te heropenen. Japanse troepen trekken zich terug naar Mandalay (Myanmar).
- 20 - Amerikaanse eenheden van het 7e Legerkorps slaan meerdere Duitse tegenaanvallen af in het Hürtgenwald. Na een vierdaagse strijd is de 1e Infanterie-Divisie ("Big Red One") slechts drie kilometer opgerukt. De Amerikanen lijden zware verliezen.

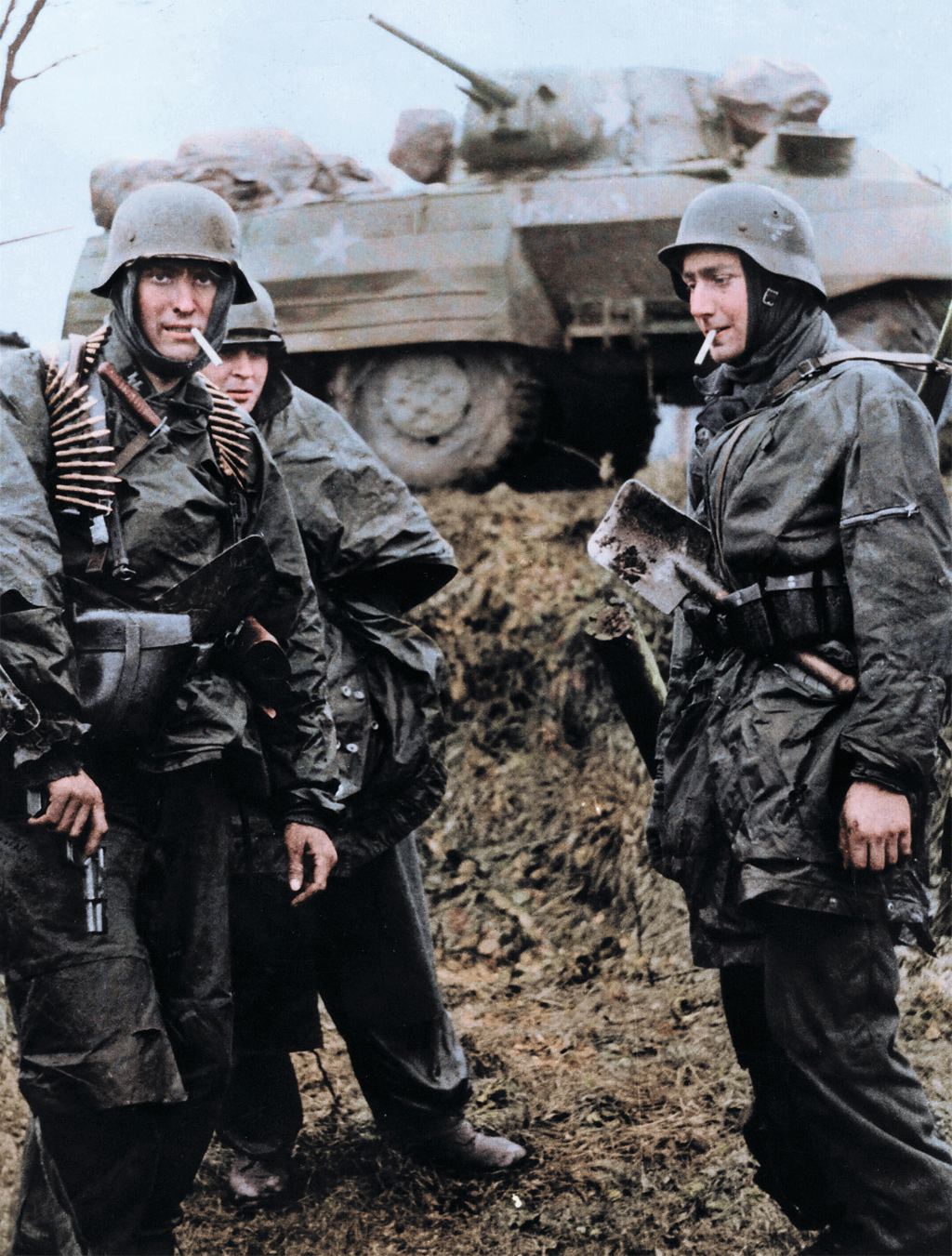
Duitse troepen in de Ardennen.

- 21 - Geallieerde eenheden van het Britse 8e Leger  onder leiding van generaal Richard McCreery rukken op ten zuiden van Montone. Het Poolse 2e Legerkorps verovert Faenza, Duitse troepen trekken zich terug achter de rivier de Lamone bij Ravenna.
- 22 - Amerikaanse eenheden van het 3e Leger veroveren Metz, enkele geïsoleerde forten houden stand. Het laatste fort van Metz dat zich overgeeft, "Fort Jeanne d'Arc", capituleert op 13 december. Amerikaanse troepen rukken op naar het Ruhrgebied.
- 24 - De Duitse kruiser Admiral Scheer ondersteunt de Duitse troepen die vechten tegen de Russische eenheden van het 2e Baltische Front. De Duitse vloot (Kriegsmarine) evacueert circa 5.000 man op het Estische eiland Saaremaa in de Oostzee.
- 24 - Amerikaanse B-29 (Superfortress) bommenwerpers voeren een luchtbombardement uit op Tokio (voor het laatst sinds de Doolittle Raid). Het doelwit zijn de  Nakajima-vliegtuigenfabrieken. Tijdens de aanval gaan twee bommenwerpers verloren.
- 25 - Amerikaanse eenheden van het 6e Leger worden op Leyte tegengehouden door een felle Japanse verdediging. De Amerikaanse vloot voert luchtaanvallen uit op Luzon, als wraak beschadigen kamikaze-piloten 4 Amerikaanse vliegdekschepen.
- 26 - Amerikaanse B-17 (Flying Fortress) bommenwerpers voeren een luchtaanval uit boven Hannover, Hamm en Bielefeld. Tijdens het bombardement schieten ze circa 140 Duitse jachtvliegtuigen neer, waarbij de Amerikanen 36 toestellen verliezen.
- 27 - Amerikaanse eenheden van het 6e Leger ondervinden felle weerstand bij de verovering van Burauen (met name rond het vliegveld). Het Amerikaanse slagschip USS Colorado en twee kruisers worden door kamikaze-aanvallen licht beschadigd.
- 28 - Het eerste geallieerde konvooi arriveert in Antwerpen, de haven is eindelijk operationeel na uitgebreide reparaties en mijnenruiming. De distributie van voorraden (o.a. munitie en benzine) naar de geallieerde legers ter plaatse blijft een probleem.
- 28 - Amerikaanse eenheden van het 7e Legerkorps slagen erin (na twee maanden van hevige gevechten) het Hürtgenwald in te nemen. Ze veroveren het dorp Hürtgen, hierdoor ligt de weg open richting Düren. De Duitsers trekken zich ordelijk terug.
- 28 - Russische eenheden van het 3e Oekraìense Front bereiken de rivier de Donau ten noorden van de samenvloeiing met de rivier de Drau. De stad Mohács wordt bezet en Russische tankeenheden rukken op richting Pécs (nabij het Balatonmeer).
- 30 - Britse eenheden van het 1e Leger rukken op ten westen van de rivier de Maas, nabij Venlo. Ten noorden en zuiden van Aken hervatten het Amerikaanse 1e en 9e Leger hun offensief. Amerikaanse eenheden van het 3e Leger bereiken de Saar.

december
- 1 - Geallieerde eenheden van het 1e Legerkorps onder leiding van generaal Charles Foulkes proberen door te breken in de Povlakte. Canadese troepen van de 1e Infanteriedivisie veroveren Ravenna en nemen posities in langs de rivier de Lamone.
- 2 - De Duitsers houden in Apeldoorn een razzia, circa 11.000 mannen worden opgepakt. Hiervan worden 4.500 mannen op transport gezet. Een groot deel van de Betuwe wordt door de Duitsers overstroomd nadat de Rijndijk bij Elden is opgeblazen.
- 3 - Amerikaanse eenheden van het 9e Leger bereiken de rivier de Roer, vanwege een mogelijke doorbraak van de stuwdammen moeten ze hun opmars staken. Het Amerikaanse 3e Leger steekt bij Saarlautern in aanvalsboten de rivier de Saar over.
- 3 - In Athene wordt een massale betoging van het Grieks Nationaal Bevrijdingsfront door de politie en het leger uiteengeslagen. Hierbij vallen vele gewonden en 28 doden. Dit gewapend conflict lijdt tot de Griekse Burgeroorlog die tot 1949 zal duren.
- 5 - Russische eenheden van het 3e Oekraïense Front bereiken de zuidoever van het Balatonmeer. Ze veroveren Vukovar aan de rivier de Donau en in het noordwesten wordt Szigetvár ingenomen. De Duitsers versterken hun posities bij Boedapest.
- 5 - In Athene raken Britse tanks betrokken in gevechten tussen het Grieks Nationaal Bevrijdingsfront (ELAS) en de regeringstroepen. De Britse marine beschiet de ELAS-stellingen bij Piraeus. De strijd zal het grootste deel van de maand voortduren.
- 6 - De Duitsers houden een razzia in Haarlem, Heemstede en Driehuis. Het elektrische materieel van de Nederlandse Spoorwegen wordt geroofd en de bovenleidingen gedemonteerd. De Wehrmacht richt vernielingen aan in de haven  van IJmuiden.
- 7 - Amerikaanse eenheden van de 77e Infanteriedivisie landen op Leyte ten zuiden van Ormoc. Eén van de twaalf escorterende torpedobootjagers wordt tot zinken gebracht door een kamikaze-aanval. De Amerikanen ondervinden weinig weerstand.
- 8 - In Londen definieert Winston Churchill het standpunt van de Britse regering over de crisis in Griekenland in het Lagerhuis. Hij zegt hierover: "zuiveren van Athene van alle rebellen die zich verzetten tegen het gezag van de constitutionele regering".
- 8 - Overval op het Huis van Bewaring: Een knokploeg pleegt een overval op de Leeuwarder gevangenis de Blokhuispoort, hierbij worden 51 verzetsmensen bevrijd. Tijdens de overval worden de bewakers overmeesterd en wordt er geen schot gelost.
- 9 - Amerikaanse eenheden van het 3e Leger zijn verwikkeld in gevechten rond verschillende bruggenhoofden over de rivier de Saar. Ze bevinden zich op ongeveer 6 kilometer van Saarbrücken. Een Duitse tegenaanval bij Saarlouis wordt afgeslagen.
- 9 - Duitse tankeenheden van het 14e Pantserkorps onder bevel van generaal Fridolin von Senger und Etterlin beginnen een tegenaanval bij Faenza. Britse troepen van de 46e Infanteriedivisie lijden hevige verliezen, maar de aanval wordt afgeslagen.
- 10 - Tien van Renesse: Een groep Nederlandse verzetsstrijders wordt in Renesse door Duitse troepen gearresteerd en bij de ingang van het Slot Moermond opgehangen. Ze dwingen vijftig familieleden en willekeurige dorpsbewoners om toe te kijken.
- 11 - Russische eenheden van het 3e Oekraïense Front naderen Boedapest. De stad wordt overdag intensief beschoten met artillerie en luchtaanvallen. Een communiqué meldt dat Russische troepen Boedapest tot op circa 8 kilometer zijn genaderd.
- 12 - Russische eenheden van het 2e Oekraïense Front veroveren het spoorwegknooppunt bij Gödöllő (ongeveer 30 kilometer ten noordoosten van Boedapest). Er wordt hevig gevochten om het fort, die de toegangsweg naar de hoofdstad blokkeert.
- 13 - Amerikaanse, Australische en Filipijnse eenheden (ongeveer 10.000 man) landen op Mindoro op de Filipijnen. Het eiland is nodig als springplank voor een luchtmachtbasis, zodat vliegtuigen de geplande invasie op Luzon kunnen ondersteunen.
- 14 - Britse versterkingen komen aan Athene en mengen zich in de gewapende strijd tegen de ELAS-partizanen. Onderhandelingen over een wapenstilstand tussen de Griekse regering en de communistische opstandelingen zijn gaande.
- 15 - De Vlaamsche Landsleiding in Bad Pyrmont krijgt een officiële erkenning van de Duitse overheid. Jef Van de Wiele mag zich van Hitlers buitenlandminister Joachim von Ribbentrop leider van het Vlaamse Bevrijdingscomité noemen.
- 16 - Slag om de Ardennen: Duitse tankeenheden van het 5e en 6e Pantserleger (20 divisies) beginnen na een half uur durend spervuur van circa 2.000 kanonnen een offensief tussen Monschau en Echternach. Het offensief is gericht tegen de Amerikaanse frontlinies van het 1e Leger met slechts 6 divisies, die zijn gelegerd langs een circa 200 kilometer lange front in de Ardennen. Op de eerste dag doorbreken de Duitse troepen met succes de Amerikaanse frontlinie. Engelssprekende Duitse commando's, gekleed in buitgemaakte Amerikaanse uniformen en gebruikmakend van geallieerde uitrusting, infiltreren achter de Amerikaanse linies en veroorzaken verwarring in de achterhoede. Slecht weer verhindert de geallieerde luchtmacht om de oprukkende Duitse pantsercolonnes te venietigen.
- 16 - De Duitsers vuren vanuit Hellendoorn een V2 af op Antwerpen. Het projectiel komt neer op het dak van de Rex-bioscoop. Er vallen 567 doden. Anderhalf uur later wordt de stad nogmaals getroffen. Deze keer zijn er 71 slachtoffers.
- 17 - Eisenhower, opperbevelhebber van de geallieerde strijdkrachten, sturt de Amerikaanse 82e en 101e luchtlandingsdivisies naar het front om de Amerikaanse troepen in de Ardennen te versterken. Andere infanterie- en tankeenheden van het 1e en 3e Leger worden ingezet om het Duitse offensief het hoofd te bieden. Duitse troepen bij Echternach nemen circa 8.000 Amerikanen krijgsgevangen. Tijdens het Bloedbad van Malmedy doden Duitse troepen van de 1e SS-Pantserdivisie "Adolf Hitler" 84 Amerikaanse krijgsgevangenen.
- 17 - Duitse tankeenheden van het 5e Pantserleger trekken op naar de rivier de Clerve om de Amerikanen bij Clervaux aan te vallen, tegen de avond wordt Hosingen ingenomen. In het noorden rukt "Kampfgruppe Peiper" onder bevel van kolonel Joachim Peiper, met de eenheden van de 1e SS-Pantserdivisie "Adolf Hitler" en 12e SS-Pantserdivisie "Hitlerjugend", op naar de rivier de Amblève. De Amerikanen versterken hun posities om het Duitse offensief te weerstaan. Peiper bevoorraadt zich met benzine en rukt op naar Stavelot.
- 18 - Duitse tankeenheden van de 12e SS-Pantserdivisie "Hitlerjugend" en de ondersteunende infanterie raken verwikkeld in hevige gevechten in de tweelingdorpen Rocherath en Krinkelt. Andere Duitse tankeenheden van "Kampfgruppe Peiper" veroveren de brug bij Stavelot, maar worden bij Trois-Ponts door de Amerikanen teruggedreven. Peiper bevindt zich bijna bij Werbomont, op korte afstand van de rivier de Maas. Later, slagen Amerikaanse eenheden van de 30e Infanteriedivisie ("Old Hickory") erin Stavelot te heroveren.
- 19 - Amerikaanse eenheden van de 82e luchtlandingsdivisie arriveren in Werbomont en richten een verdedigingslinie in, waarmee ze "Kampfgruppe Peiper" tegen kunnen houden. Bastogne wordt bedreigd om omsingeld te worden, maar de 101e Luchtlandingsdivisie arriveert met versterkingen en begint de stad te versterken. Amerikaanse troepen van het 1e Leger trekken zich terug naar een nieuwe verdedigingslinie langs de heuvelrug van Elsenborn. Duitse tankeenheden van de 116e Pantserdivisie bereiken de rivier de Ourthe.
- 20 - Duitse tankeenheden van het 6e Pantserleger trekken noordwaarts vanuit Stavelot, maar stuiten op felle tegenstand van de Amerikanen. "Kampfgruppe Peiper" steekt bij Stoumont de rivier de Amblève over en probeert op te rukken richting Werbomont. Ze stuiten op hevig verzet van Amerikaanse parachutisten van de 82e luchtlandingsdivisie. Het 5e Pantserleger ondersteund met infanterie zet zijn opmars voort, maar Amerikaanse troepen bij de kruispunten van St. Vith en Bastogne blijven hun versterkte posities verdedigen.
- 21 - Duitse tankeenheden van het 5e Pantserleger ondersteund door enkele Tiger-tanks voeren een aanval uit bij St. Vith en overrompelen de Amerikanen, die uit het dorp worden verdreven. Bastogne wordt omsingeld samen met ongeveer 15.000 man. De Duitsers beginnen de stad te beschieten met artillerie- en mortiervuur. Ondertussen rukken Duitse troepen van de 2e Pantserdivisie en Pantser-Lehrdivisie op naar het westen. In het noorden rukt de 150e Pantserbrigade onder bevel van kolonel Otto Skorzeny (na vertraging van dagen door files en slechte bevoorrading) op om Malmedy in te nemen, maar ze worden met zware verliezen, inclusief al hun tanks, teruggeslagen.
- 21 - Russische eenheden van het 2e Baltische Front (noordelijke sector) en het 1e Baltische Front (zuidelijke sector) beginnen een offensief in de Koerland-pocket. De Russen proberen tevergefs de Duitse linies bij Frauenburg en Libau te doorbreken. Letse troepen van de 19e Waffen-Grenadier-Divisie der SS onder leiding van generaal Bruno Streckenbach houden na twee dagen verbeten stand tegen een Russische overmacht. Nederlandse troepen van de 4e SS Freiwilligen-Panzergrenadier-Brigade Nederland worden bij de "Kriemhildestelling" (ten zuiden van Libau) gestationeerd. De Nederlanders (ongeveer 1.000 man) krijgen de opdracht om de Russen tegen te houden.
- 22 - Veldmaarschalk Bernard Montgomery, opperbevelhebber van de 21e Legergroep, geeft het Britse 30e Legerkorps opdracht de rivier de Maas veilig te stellen. Hij zorgt ervoor dat geallieerde tankeenheden, ondersteund door artillerie, worden gestationeerd bij de brugovergangen om de Duitsers tegen te houden. Ondertussen wordt "Kampfgruppe Peiper" gedwongen zich terug te trekken uit Stoumont, Peiper geeft het bevel de resterende Duitse troepen rond La Gleize te concentreren. Duitse troepen van het 5e Pantserleger versterken de omsingeling bij Bastogne. Een Duitse militaire delegatie met een witte vlag eist dat de Amerikanen zich overgeven. Generaal Anthony McAuliffe, waarnemend commandant van de 101e Luchtlandingsdivisie, antwoordt met het beroemde woord "NUTS", wat herzelfde betekent als "Loop naar de Hel".
- 23 - Amerikaanse eenheden in Bastogne blijven standhouden tegen hevige Duitse aanvallen van het 5e Pantserleger. Meer dan 240 C-47 transportvliegtuigen werpen boven de omsingelde stad munitie- en voedselvoorraden af. In de daaropvolgende dagen werpen transportvliegtuigen ook medische voorraden, benzine en een paar dringend benodigde artsen af om de Amerikaanse gewonden in de stad te helpen. In het noorden trekt "Kampfgruppe Peiper" zich bij La Gleize zich terug naar de Duitse linies. Peiper geeft het bevel om de resterende tanks te vernietigen (dit vanwege benzinegebrek) en de gewonden achter te laten als krijgsgevangenen voor de Amerikanen. Hij leidt de circa 800 overgebleven Duitse troepen oostwaarts. De meesten bereiken de Duitse linies op eerste kerstdag.
- 23 - Hongerwinter: In Nederland begint een strenge vorstperiode, waarbij ook de havens dichtvriezen. De aanvoer van levensmiddelen naar de hongerende bevolking, die net op gang kwam, komt weer tot stilstand. Honderdduizenden inwoners gaan op hongertocht, onafzienbare stromen van handwagens, kinderwagens en allerlei soorten vehikels gaan op zoek naar voedsel in de Randstad of langs de boeren. Om de huizen te verwarmen probeert de bevolking overal hout vandaan te halen. Ze kappen illegaal hout, verbranden oude meubels of stelen de houten blokjes tussen de tramrails vandaan. Zelfs leegstaande huizen, waar gedeporteerde Joden hebben gewoond. De bevolking voedt zich met alles wat eetbaar is: tulpenbollen en suikerbieten, maar ook honden en katten.
- 24 - Duitse tankeenheden van het 5e Pantserleger bereiken hun verste opmars richting de rivier de Maas. De 2e Pantserdivisie rukt op naar de buitenwijken van Dinant, vergezeld door de 116e Pantserdivisie en de Pantser-Lehrdivisie op beide flanken. De Duitsers worden tegengehouden door Britse tankeenheden van het 30e Legerkorps. De Amerikaanse troepen in Bastogne blijven weerstand bieden: circa 260 geallieerde transportvliegtuigen droppen voorraden voor de verdedigers. Geallieerde jachtbommenwerpers vliegen meer dan 600 missies in de Ardennen. De rest van de dag voeren de Duitse troepen geen grote aanvallen uit op de belegerde stad. Generaal Hasso von Manteuffel, bevelhebber van het 5e Pantserleger, adviseert Hitlers adjudant om alle offensieve operaties in de Ardennen te staken en zich terug te trekken naar de Siegfried Linie. Hitler verwerpt zijn advies en gelast het offensief voort te zetten.
- 24 - Duitse Heinkel He 111 bommenwerpers (ongeveer 50 speciaal aangepaste vliegtuigen) lanceren V1-vliegende bommen, gericht op Manchester. Slechts één bom raakt het doel en 17 vallen in de buurt van Oldham. In totaal worden ruim 40 inwoners gedood en vallen er meer dan 100 gewonden. Er worden maatregelen genomen om de luchtafweer te versterken, maar er vinden geen verdere aanvallen van de Luftwaffe meer plaats.
- 24 - Het Belgische transportschip Léopoldville wordt tijdens kerstavond bij Cherbourg door de U-486 getorpedeerd. Aan boord zijn Amerikaanse versterkingen (ruim 2.200 man) die bestemd zijn voor de Ardennen. Ongeveer 800 soldaten komen hierbij om het leven.
- 25 - Duitse tankeenheden van het 5e Pantserleger doen een laatste poging om de verdediging rond Bastogne te doorbreken, voordat er Amerikaanse versterkingen arriveren. De Duitse tanks (ondersteund door infanterie) worden door de Amerikaanse parachutisten van de 101e Luchtlandingsdivisie tegengehouden. Ondertussen voeren Amerikaanse troepen van het 7e Legerkorps een tegenaanval uit, om de restanten van de Duitse 2e Pantserdivisie af te snijden. Amerikaanse tankeenheden van het 3e Leger onder bevel van generaal George Patton naderen op circa 10 kilometer Bastogne om de omsingelde Amerikanen te ontzetten.
- 25 - Amerikaanse eenheden van de 77e Infanteriedivisie voeren een amfibische aanval uit van Ormoc naar San Juan, aan de westkust van Leyte. Ten noorden van Palompon zijn Japanese troepen gestationeerd in versterkte stellingen. De landing verloopt zonder tegenstand. Generaal Douglas MacArthur kondigt aan dat de Leyte-campagne is beëindigd met Japanse verliezen van ongeveer 65.000 man.
- 26 - Amerikaanse tankeenheden van het 3e Leger breken door de Duitse linies en ontzetten de Amerikanen in Bastogne (na een belegering van zeven dagen). Het Britse Bomber Command voert een aanval bij daglicht uit met meer dan 300 Halifax- en Lancaster bommenwerpers op het door de Duitsers bezette St. Vith. Ze werpen circa 1.100 ton bommen op de stad, die door het bombardement in puin ligt.
- 26 - Duitse eenheden van het 14e Leger beginnen een tegenaanval in de omgeving van Barga en steken de rivier de Serchio over. De Amerikanen worden gedwongen zich terug te trekken. De Duitse troepen rukken 25 kilometer op door de Amerikaanse frontlinie.
- 26 - Een Japanse vlooteenheid arriveert van Indochina en bombardeert het Amerikaanse bruggenhoofd op Mindoro. De strijdmacht bestaat uit twee kruisers en zes torpedobootjagers. Een Amerikaanse torpedoboot brengt een van de torpedobootjagers tot zinken.
- 27 - Duitse eenheden van het 5e Pantserleger worden in de Ourthe sector uit Manhay verdreven en gaan in de verdediging. Amerikaanse troepen van het 3e Leger worden omgeleid naar Bastogne, waar ze de corridor vanuit het zuiden uitbreiden. De Amerikanen heroveren het gebied rond Sibret en heropenen de Neufchâteau-snelweg naar Bastogne. Britse tankeenheden van het 30e Legerkorps drijven bij Celles de restanten van de Duitse 2e Pantserdivisie verder terug.
- 28 - Amerikaanse tankeenheden van het 3e Leger blijven de bres in de Duitse linies rond Bastogne uitbreiden. Eisenhower bezoekt het geallieerde hoofdkwartier in Hasselt en geeft Montgomery de opdracht om een tegenoffensief voor te bereiden in de Ardennen.
- 29 - Slag om Boedapest: Russische eenheden van het 3e Oekraïense Front omsingelen de Duitse en Hongaarse troepen in Boedapest. De Russen veroveren de westelijke buitenwijken van de stad. Veldmaarschalk Fjodor Tolboechin verterkt de verdedigingslinie, lopend van Komárno tot aan het Balatonmeer. In de corridor van Boedapest denkt het Russische opperbevel (Stavka) dat er 6 Duitse en Hongaarse divisies zijn ingesloten, met ongeveer 80.000 man.
- 30 - Amerikaanse eenheden van het 8e Legerkorps (onderdeel van het 3e Leger) lanceren een aanval naar het noorden, vanaf een linie tussen Bastogne en St. Hubert, met Houffalize als doelwit. Ondertussen ondernemen Duitse troepen van het 5e Pantserleger tevergeefs een tweede poging om de Amerikaanse corridor naar Bastogne te doorbreken en de stad in te nemen. Britse eenheden van het 30e Legerkorps veroveren Rochefort, gelegen aan de westelijke flank van de door de Duitsers bezette Ardennen-saillant.
- 31 december - Operatie Nordwind: Duitse eenheden (waaronder de 6e SS-Gebirgs-Divisie Nord) van het 1e Leger en het 19e Leger onder bevel van generaal Johannes Blaskowitz (opperbevelhebber van Heeresgruppe G) beginnen een tegenoffensief in de Elzas. Duitse troepen gevormd door 9 Volksgrenadierdivisies doorbreken de frontlinie (gelegen in de Vogezen) van het Amerikaanse 7e Leger. De Duitsers vallen de versterkte Maginotlinie aan met tanks (uitgerust met vlammenwerpers) en speciale genieeenheden.
- 31 - Amerikaanse eenheden van het 6e Leger slaan meerdere Japanse tegenaanvallen af in het noordwesten op Leyte. Tot nu toe hebben de Japanners circa 70.000 slachtoffers geleden, waarvan ze bijna allemaal zijn gedood. De Amerikaanse verliezen bedraagt ruim 15.000 doden en gewonden. Het 6e Leger wordt teruggetrokken ter voorbereiding op de invasie van Luzon.

## Muziek
- Leonard Bernstein componeert Fancy Free - Three Dance Variations voor orkest
- 13 februari: eerste uitvoering van George Antheils Symfonie nr. 4
- 24 februari: eerste uitvoering van Ernest John Moerans Overture for a masque
- 6 maart: eerste uitvoering van Symfonie nr. 2 van Aram Chatsjatoerjan (tweede versie)
- 28 oktober: A legend, symphonic poem van Arnold Bax is voor het eerst te beluisteren, via de radio
- 13 december: eerste uitvoering van Kamerconcert nr. 6 voor viool en kamerorkest van Vagn Holmboe
- 15 december: eerste uitvoering van Ouverture Suomenlinna 2e versie van Uuno Klami

## Bouwkunst

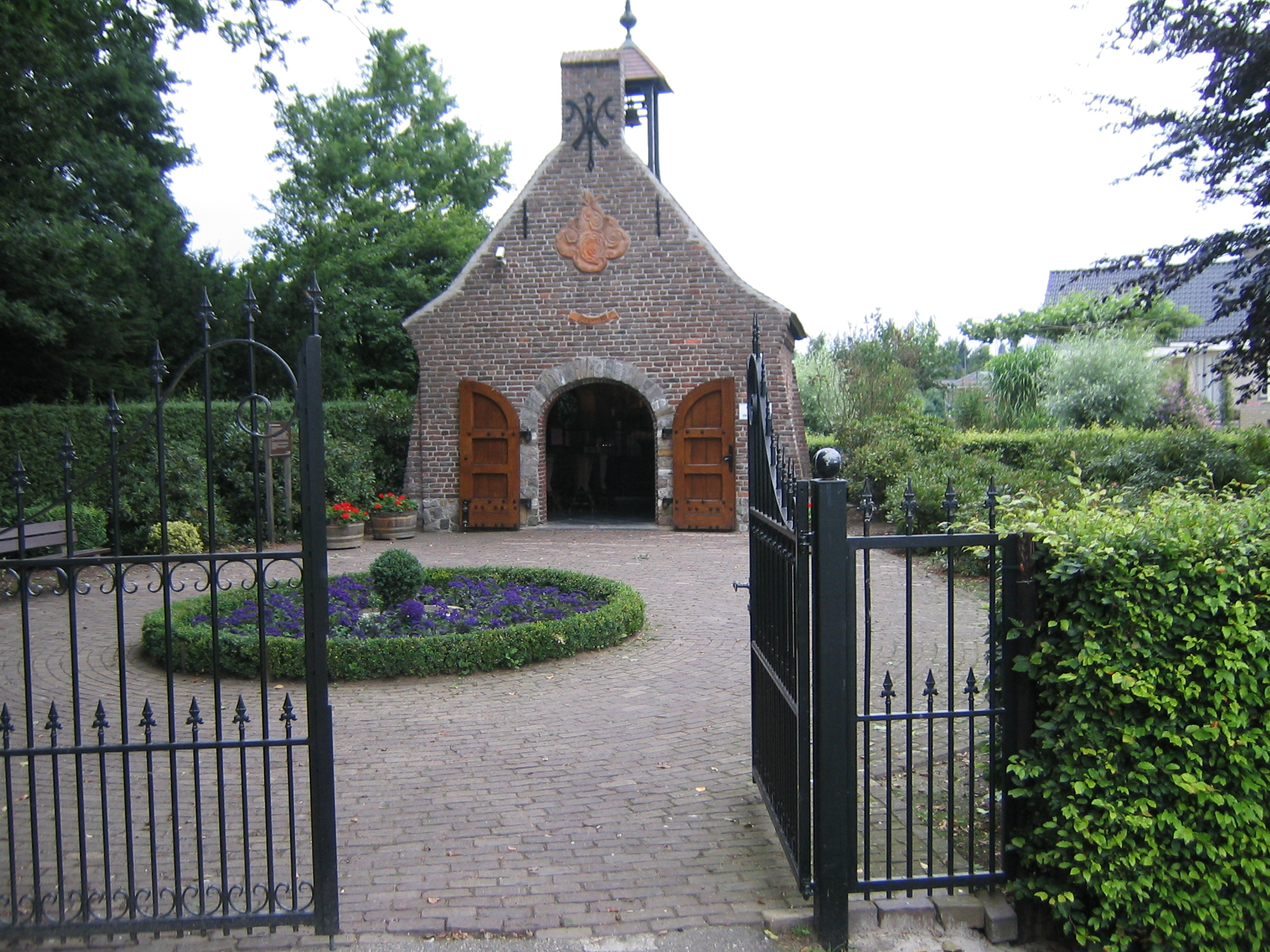
Maria-Vredeskapel, Deurne (1944) Jos Deltrap

## Weerextremen in België
- 8 april: een minimumtemperatuur van –2,2 °C in Ukkel.
- 8 mei: Laagste minimumtemperatuur –1,6 °C in Ukkel. Dit is de laagste minimumtemperatuur ooit in de maand mei.
- 23 augustus: Maximumtemperatuur 33,3 °C op de Baraque Michel (Jalhay): de hoogste temperatuur van de eeuw in de Hoge Venen.

Bron: KMI Gegevens Ukkel 1901-2003  met aanvullingen 

## Weerextremen in Nederland
- 23 augustus: Hoogste temperatuur ooit gemeten op een weerstation in Nederland: 38,6 °C in Warnsveld. Dit record bleef staan tot 25 juli 2019.